# Enrico Caruso
Enrico Caruso (keresztneve nápolyi nyelven: Errico, Nápoly, 1873. február 25. – Nápoly, 1921. augusztus 2.) híres olasz operaénekes volt. Ő volt az első sztártenor, akit főleg a lemezfelvételei tettek híressé. Mivel nem kapott megfelelő képzést, a magas hangokkal problémái voltak, ezért a felső regiszterben valamiféle falzettet énekelt, amiért sokan csodálták. Legismertebb alakításai Ruggero Leoncavallo Pagliacci (Bajazzók) című operájában Canio szerepe és Puccini Bohéméletének Rodolfója voltak.
Enrico Caruso Nápoly nyomornegyedében született egy Piedimonte d'Aliféből bevándorolt szegény családban, egyes források szerint harmadik, más források szerint tizennyolcadik gyermekként. A többlakásos, komfort nélküli, egyemeletes ház, amelyben a szüleivel és testvéreivel lakott, a Via San Giovannello agli Otto Callira nyílt. Caruso születésekor az apja, Marcellino harminchárom éves volt, anyja pedig harmincöt. Marcellino, aki gyakran a bort választotta a nyomor enyhítésére, műszerész szakmunkás volt egy gyapotmagolaj- és tisztítottborkő-gyárban. Anyja, Anna Caruso nagyon vallásos volt, így gyakran ellátogatott a közeli templomba. Egy ilyen templomlátogatás mentette meg Enrico életét, ugyanis az anyjának elapadt a teje és nem tudta táplálni a csecsemőt, azonban egy épp a templomban jótékonykodó arisztokrata nő, akinek nemrég halt meg hasonló korú gyereke, felajánlkozott szoptatós dajkának. Így Enrico legtöbb testvérével ellentétben megérhette a felnőttkort. A grófnő az elválasztás után is figyelemmel kísérte: ő tanította írni, olvasni, és pénzzel is segítette a családot.
Enrico születése után a Caruso házaspárnak még három gyereke született. A közvetlenül Enrico után született gyermek, egy kisfiú korán meghalt, majd 1876-ban született Giovanni, aki hosszú évekkel túlélte bátyját, utolsónak pedig egy Assunta nevű leány. Ezután a család egy tágasabb ingyenlakáshoz jutott Signor Meuricoffre bérházában, a Santa’Anna alle Paludi kerületben, de Anna Caruso ekkor azonban már nagyon beteg volt. Enrico imádta anyját, ezért sokat segített neki: vödörszám hordta helyette a vizet, és sokat tréfálkozott, hogy az egyre betegebb asszonyt felvidítsa.

## Élete

### Korai évek
Enrico Caruso Nápoly nyomornegyedében született, egy Piedimonte d'Aliféből bevándorolt szegény családban, a harmincöt éves Anna Baldini 17 halvaszülése után tizennyolcadik gyermekként. A többlakásos, komfort nélküli, egyemeletes ház, amelyben a szüleivel és testvéreivel lakott, a via San Giovannello agli Otto Callira nyílt. Caruso születésekor az apja, Marcellino harminchárom éves volt, és gyakran a bort választotta a nyomor tudatának enyhítésére, műszerész szakmunkás volt egy gyapotmagolaj- és tisztítottborkő-gyárban. Anyja nagyon vallásos volt, így gyakran ellátogatott a közeli templomba. Egy ilyen alkalom mentette meg Errico életét, ugyanis az anyjának elapadt a teje, és nem tudta táplálni a csecsemőt, azonban egy épp a templomban jótékonykodó arisztokrata nő, akinek nemrég halt meg hasonló korú gyereke, felajánlkozott szoptatós dajkának. Így a gyermek, legtöbb testvérével ellentétben, megérhette a felnőttkort. A grófnő az elválasztás után is figyelemmel kísérte: ő tanította írni, olvasni és gyakran anyagi segítséget is nyújtott a családjának.

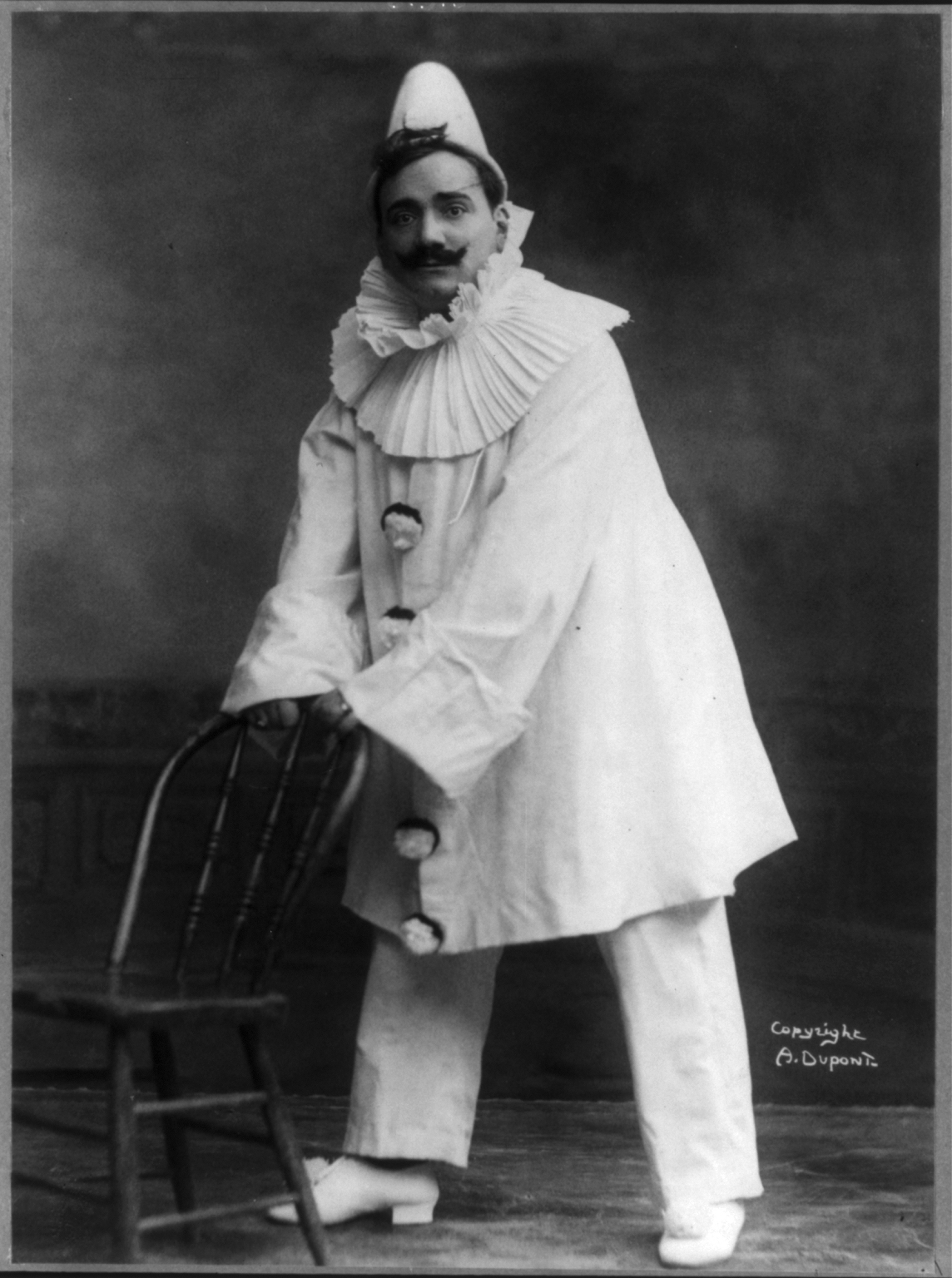
Caruso a Bajazzókban (Pagliacci)

Enrico születése után a Caruso házaspárnak még három gyereke született: első öccse korán meghalt, majd 1876-ban Giovanni, aki hosszú évekkel túlélte bátyját, utolsóként Assunta húga. Ezt követően a család egy tágasabb ingyenlakáshoz jutott Signor Meuricoffre bérházában, a Sant'Anna alle Paludi kerületben. Anyja ekkor azonban már nagyon beteg volt. Enrico imádta őt, ezért sokat segített neki: vödörszám hordta helyette a vizet, és sokat tréfálkozott, hogy felvidítsa az egyre betegebb asszonyt.
1884-ben, amikor Nápolyban kolerajárvány tört ki, éjszakánként ezrével hajították a halottakat Camposanto meszesgödrébe, a fertőtlenítő kéngőz elől menekülő patkányok elárasztották Nápoly utcáit. A Caruso család szüntelen harcot vívott a mocsokkal és a legyekkel, valószínűleg innen eredt Enrico későbbi hipochondriája és a tisztasághoz való már-már beteges ragaszkodása. Ezekben az években kezdett Caruso énekelni a Sant’Anna-templom kórusában.
Nyolcévesen kezdett el énekelni tanulni Bronzetti atyánál, aki két évig tanította az akkoriban szoprán hangjáért a Carusiellónak nevezett fiút. Az atyát az iskola orgonistája váltotta, akinek köszönhetően Carusiello a nápolyi és a környékbeli templomi kórusokon kívül esküvőkön és temetéseken is énekelt, amiért egy-két lírát is kapott. A gyermek Caruso a rajzolásban is tehetségesnek mutatkozott; rajztehetségére felfigyelt egyik tanítója, s kéziratokat másoltatott vele, amivel sikerült némi pénzt is keresnie. Gyakran vállalta kották és kisebb színdarabok másolását is.
Anna nélkülözés árán fizette ki fia tandíját, amely akkoriban havi öt líra volt. Caruso elmondása szerint anyja mezítláb járt, és a háztartástól vonta meg a pénzt, hogy taníttassa a fiát. Később Bronzetti atya elengedte a tandíjat, azonban Carusiello ennek ellenére sem vált mintadiákká. Gyakran ellógott a próbákról, és a kikötőbe ment, vagy a Santa Lucia-öbölben úszott. Ezeknek a rendszeres úszásoknak köszönhette erős tüdejét, ami sokat segített a későbbi operaénekesi pályáján. Az iskolában heves természete miatt gyakran keveredett verekedésekbe; az év végi díjkiosztáson, amikor Bronzetti nyilvánosan is megdorgálta Enricót, a fiú földhöz vágta az éneklésért kapott érmét, majd miután az apja bocsánatkérésre kényszerítette, elrohant, és soha többet nem tért vissza az iskola padjaiba.

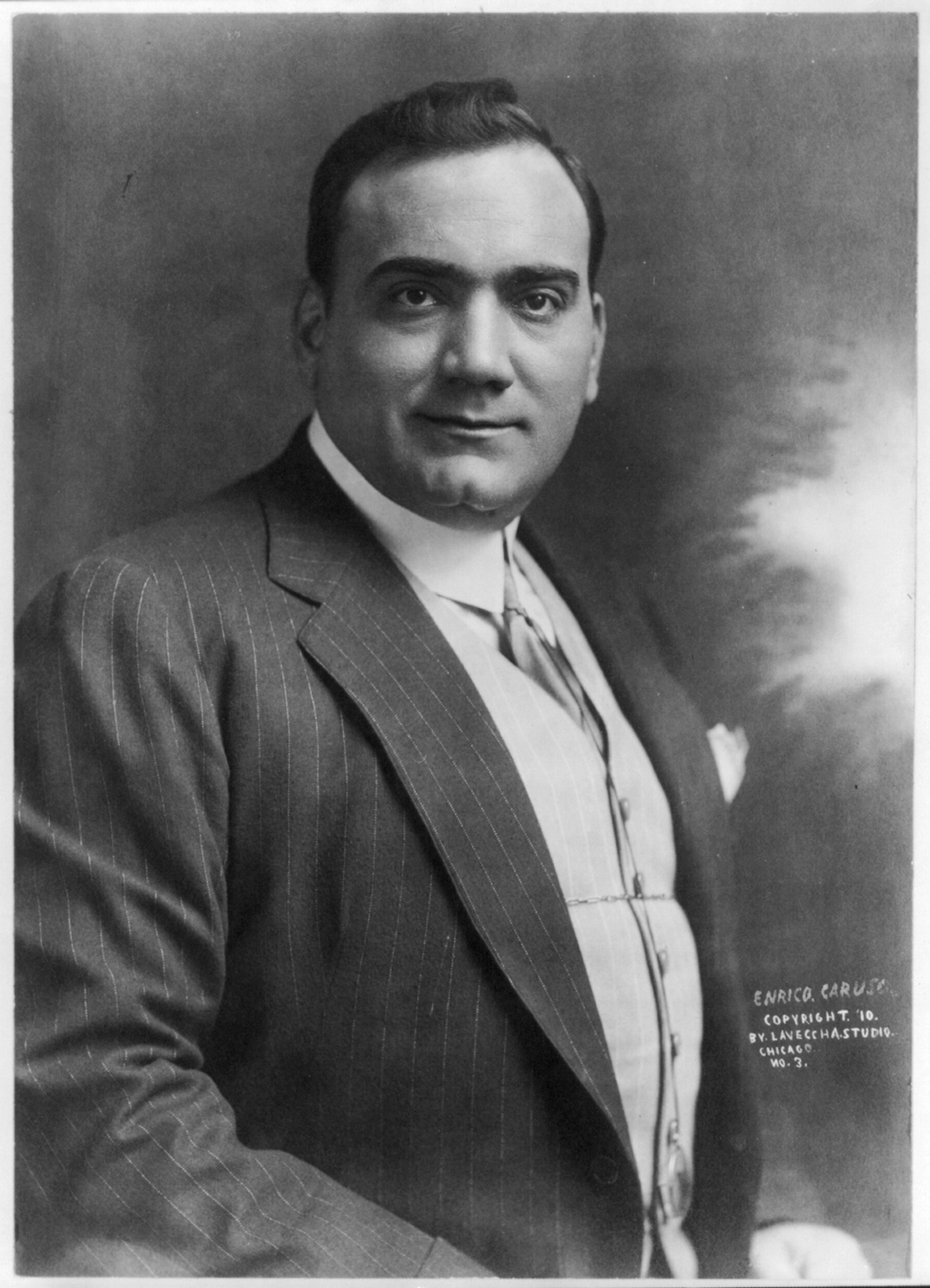
Caruso, 1910. november 7-én

Tizenegy esztendős korában beállt inasnak De Lucca műszerészlaboratóriumába, heti néhány líráért. Rajztehetségének köszönhetően hamarosan előléptették, és a tervezőirodába került. Vasárnaponként továbbra is a templom kórusában énekelt, ugyanakkor sikerült megnyernie a Bronzetti-iskola egyik tanítójának a kegyeit, aki alkalomadtán órákat adott neki.
Caruso első szakképzett tanára anyja orvosának, dr. Niolának nővére volt. 1888 júniusában pedig felkérték, hogy a szobrairól és Corenzio freskóiról híres San Severino-templomban énekeljen. Amikor befejezte szólóját, az egyik szomszédja intett neki, hogy siessen haza, mert meghalt az anyja. Anyja halála teljesen megváltoztatta az ifjú Enrico természetét: többé nem járt kávéházakba, szakított régi barátaival, és a templomi énekléssel is felhagyott. Testvérei árvaházba kerültek, apja pedig egyre több időt töltött el a kocsmában, amíg egy napon egyik főnöke elküldte Aversába, ahol új gépeket kellett beállítania. Itt ismerkedett meg Maria Castaldival, akit nemsokára feleségül vett, a gyerekek pedig elhagyhatták az árvaházat. Maria jó háziasszony és jó mostohaanya volt, sokat segítette Enricót, hogy sikerüljön megvalósítania az álmát és operaénekes legyen.
A következő években amellett, hogy a gyárban dolgozott, Caruso a környékbeli fellépésekre elkísérte a kóristákat, és szólistaként lépett fel. Egy ilyen alkalom után Maiori polgármestere, Zezza báró a házába hívta, hogy szórakoztassa a vendégeit. A következő reggel, mivel hideg volt, kölcsönadta neki a vadászkabátját. Caruso azonban nemcsak templomokban, hanem a Caffé del Mole matrózközösségének és a nyilvános fürdők előtt várakozóknak is énekelt.

### A mutálás után

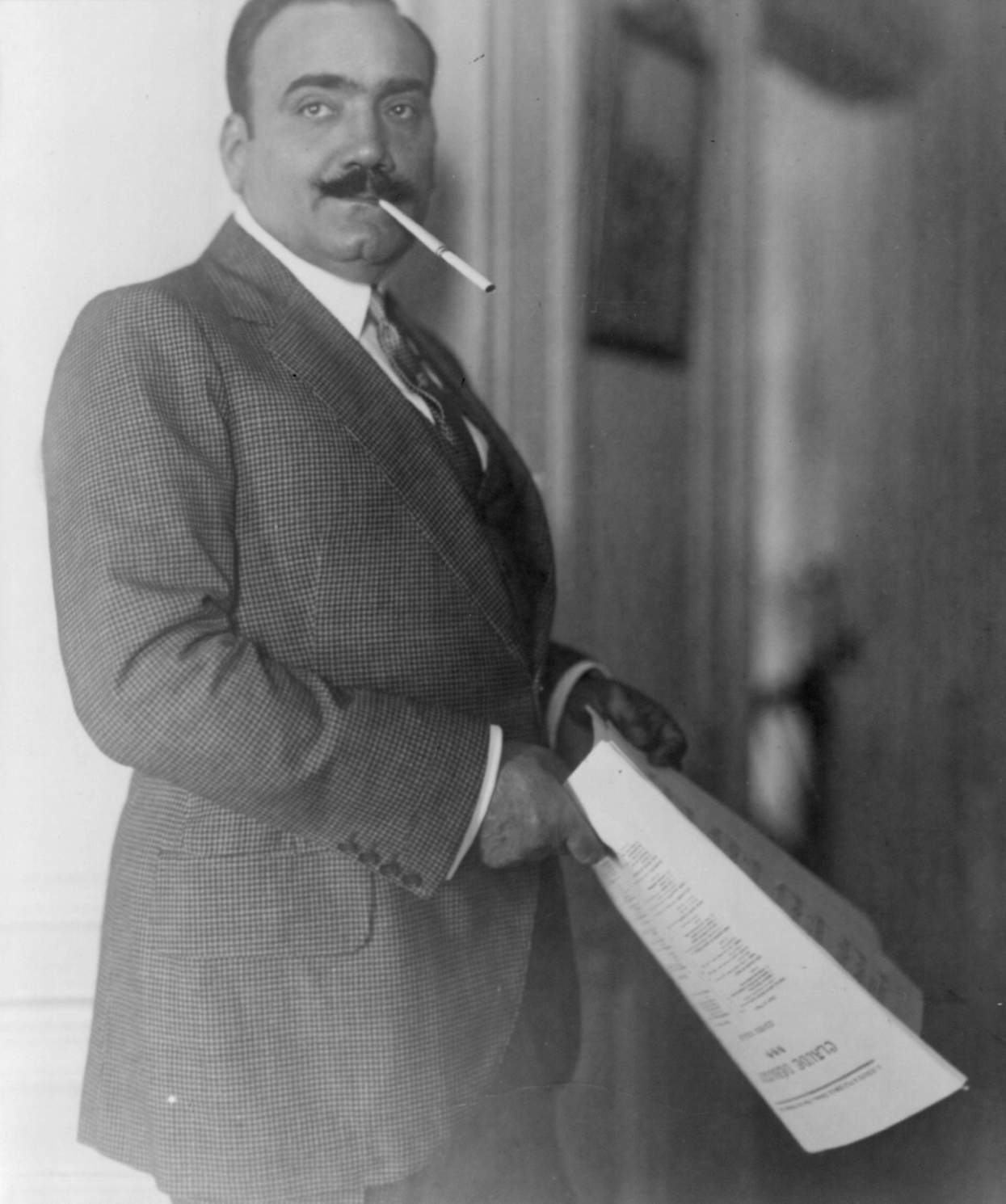
Caruso, 1916. november 9-én

Caruso tizennyolc éves korában, mutálása után nagy csalódására világos bariton lett az akkoriban igen nagy népszerűségnek örvendő telt tenor hangszín helyett. Hangjára azonban felfigyelt Eduardo Missiano, aki rávette énektanárát, Guglielmo Verginét, hogy vállalja el ingyenesen növendékének a fiatalembert. Vergine meghallgatta Carusót, de nem nyerte el a tetszését: „Olyan a hangja, mint az ablakon besüvítő szél” – mondta. Ennek ellenére – egy olyan szerződés fejében, amely kimondta, hogy ötévnyi, tényleges énekesként keresett fizetéséből Caruso 25%-ot átad neki – megengedte, hogy a fizetős diákoknak tartott órákat egy sarokból figyelje. A maestro gyakran gúnyolódott vele, és arra biztatta, hogy nagyobb fegyelemmel és többet gyakoroljon. Vergine iskolájában Caruso az éneklésben nagyon le volt maradva a többi diáktól, ezért gyakran szégyellte a hangját, de további kellemetlenségeket okozott neki az is, hogy az iskolába jómódú családok gyermekei jártak, akik igencsak jól voltak öltözve, neki pedig fekete festékkel kellett bekennie kopott öltönyét, hogy ne lehessen látni, mennyire ki van fakulva.

### Katonaság
Amikor betöltötte huszadik életévét, Carusót behívták katonának. Rietibe került, a harmincas tüzérekhez, ahol szabadidejében tovább gyakorolta a skálázást és az éneklést. Így történt, hogy miközben a Parasztbecsület Bordalát énekelte, meghallotta Nagliotti őrnagy, és parancsba adta, hogy énekeljen a tiszteknek a húsvéti estély után. Ott nagy sikert ért el, nemsokára pedig felmentették a gyakorlótéri kiképzés alól, majd az őrnagy egyik rieti barátja, egy operarajongó arisztokrata énekórákat adott neki. Pár nap alatt átvették az egész Parasztbecsületet, Caruso pedig betanulta Turiddu szerepét. Három hét múlva közölték vele, hogy felmentették a szolgálat alól, helyébe az öccse, Giovanni kerül. Enrico összesen hat hónapot töltött a katonaságnál.

### Kezdődő karrier

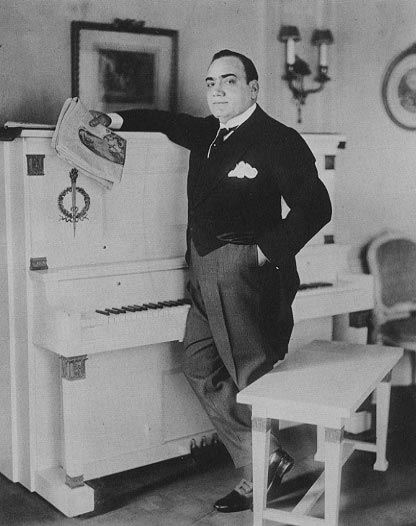
Caruso a zongorája mellett

1894 nyarán Caruso ismét Nápoly kávéházaiban énekelt, esténként pedig otthon gyakorolt. Volt tanára, Vergine segítségével sikerült meghallgatást nyernie a nagy hírű színházban, a Mercadantéban. Ambroise Thomas Mignonjából választott egy részletet, azonban annyira izgult, hogy belesült az éneklésbe.
A sikertelen meghallgatás után váratlan vigasz érkezett: egy gazdag műkedvelő, Mario Morelli komponált egy négyfelvonásos operát L’Amico Francesco címen, és saját költségén szerette volna bemutatni, ezért négy előadás erejéig kibérelte az egyik kis mellékutcában található Teatro Nuovót. A bemutató 1894. november 16-án volt; a mű mindössze négy előadást élt meg. Ez volt Caruso első operaszerepe. Bár Morelli operája megbukott, Carusóra a szereplés közben felfigyelt egy impresszárió, aki szerepet ajánlott neki a Nápolytól negyven kilométerre északra fekvő városban, Casertában, ahol a casertai királyi palota fekszik. Caruso elvállalta a szerepet, fellépésenként mindössze tíz líráért.
Később, miután visszatért Nápolyba, felkérést kapott a calabriai Crotone székesegyházában, hogy zenés misén énekeljen szólót, majd beugróként a Faustban énekelt, a Teatro Belliniben. Ez utóbbi szereplése annyira megtetszett a színház igazgatójának, hogy nyomban szerződtette az őszi szezonban bemutandandó Rigolettóban a mantuai herceg szerepére és a Faustra. Ugyanekkor impresszáriója, Zucchi segítségével bekerült egy operatársulatba is, amelyet egy hónapra meghívtak a kairói Ezbekieh Színházba – Egyiptomban Caruso hatszáz lírát énekelt össze, azonban még ott mindet elszórakozta.
Egyiptomi szerepléséből hazatérve egyhavi szerződést kapott a Teatro Mercadantéba, a bellinibeli szerződése lejárta utáni időszakra. A Bellini színházban nem aratott nagy sikert, ennek ellenére 1895. november 29-én a Mercadante színház Traviata előadásának plakátján már szerepelt az „Errico Caruso” név. Itt figyelt fel rá Emma Calvé, a híres francia énekesnő, és még másnap fényképészt küldött a lakására. Mivel Carusónak egyetlen inge épp mosásban volt, egy ágytakarót terítettek a vállára, és abban fényképezték le. A Mercadantéban február közepén járt le a szerződése, majd ugyanazon év áprilisában, egy másik Bellini-évad után Szicíliában, Trapaniban készült fellépni. Itt egy előadás előtt, mivel túl sokat ivott, elaludta a kezdést, majd amikor félórás késéssel megérkezett a színpadra, hibásan énekelte a szöveget: ahelyett, hogy „Le sorti della Scoziá” ('Skócia sorsa'), azt énekelte, hogy „Le volpi della Scoziá” ('Skócia rókái'), s a közönség kifütyülte. Az előadást félbe kellett szakítani, Carusót pedig fizetség nélkül elbocsátották. Ezen eset után gyakran csúfolták „volpénak” (rókának). A helyére szerződtetett tenorista azonban nem nyerte el a közönség tetszését, és visszakövetelték az épp' a várost elhagyni készülő „skót rókát”. Caruso visszatért, és hibátlanul szerepelt, azonban a felajánlott szerződést nem fogadta el. Még évek múltán is feltartotta ördögűző jelként a második és a negyedik ujját, ha valaki kiejtette a száján Trapani nevét.
Caruso szicíliai útja után visszatért Nápolyba, ahol Zucchi szerződtette a Salernóban bemutatandó Rigoletto előadásban a mantuai herceg szerepére.

### Salernói évek

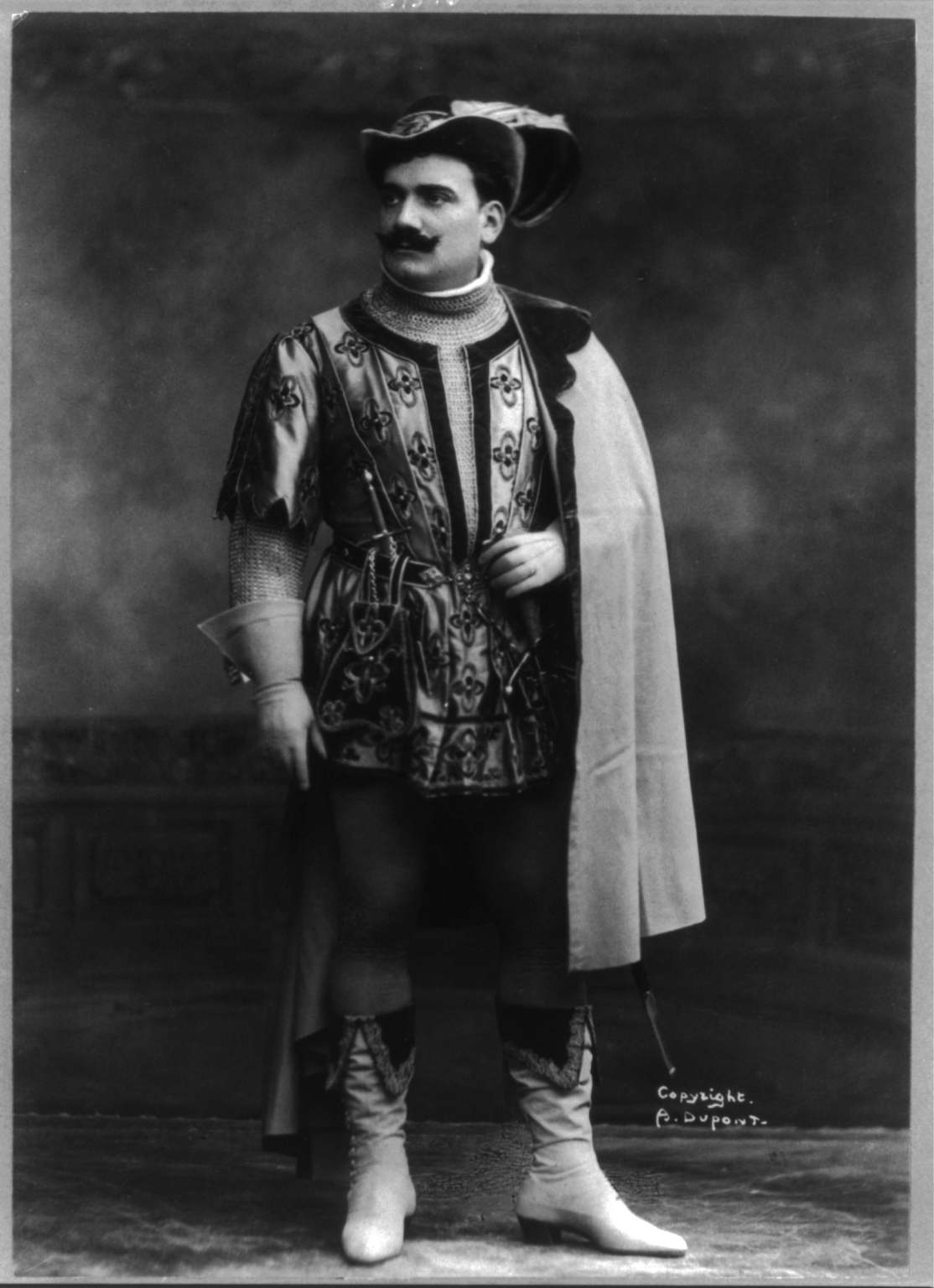
Caruso (1908 körül)

Salernóban rajongva fogadták Carusót, és a Rigolettóban a közönség vele együtt énekelte „Az asszony ingatag”-ot. Egy előadás után Vincenzo Lombardi, a karmester meghívta egy pohár borra, és megkérdezte tőle, nem vállalná-e el Bellini A puritánok című operájának egyik szerepét. Caruso vonakodott, mivel úgy érezte, az ő hangja nem elég egy ilyen nehéz tenorszerepre, azonban amikor Lombardi ingyen énekórákat ajánlott fel, mégis elvállalta. Lombardi sokat javított Caruso hangján, ő tanította meg neki a magas hangok kiéneklését, addig ugyanis képtelen volt a felső regiszterben énekelni. Caruso erős dohányos volt, és hiába könyörgött neki Lombardi, nem volt hajlandó leszokni.
Egyik este, miután már befejezte a szereplést, és vacsorázni indult, az éppen színen lévő Bajazzók tenoristáját kifütyülték a nézők. A színház igazgatója, Grassi kérte Carusót, hogy lépjen fel még aznap este őhelyette is. Caruso nem gyakorolta előtte a darabot, ezért nem szerette volna elvállalni, viszont amikor Lombardi azzal fenyegette, hogy akkor vége az énekóráknak, beöltözött a bohóc szerepébe. Előadása addig nem tapasztalt sikert hozott neki; miután a „Kacagj, bajazzó!”-t elénekelte, a közönség hangosan és hosszasan éltette. Másnap számos színházból kapott felkérést. Caruso Leopoldo Mugnone ajánlatát fogadta el, aki kétezer-hétszázötven lírát ajánlott fel neki a salernói szezon lejárta utáni hat hétre. A siker után Caruso megkérte a színházigazgató, Grassi lányának kezét. Az esküvő időpontját a következő szezon utánra tűzték ki, s addig is Caruso tiszteletdíját leendő apósa ezer lírára emelte.
A leánykérés után nem sokkal leszerelt az öccse, Giovanni, aki szerencsésen túlélte a masszauai hadjáratot. Carusónak még két rövid fellépése volt a Teatro Belliniben, illetve a Mercadantéban, majd hazatért Nápolyba. Ott szert tett Puccini Bohéméletének partitúrájára, és az elkövetkező időben Rodolphe szerepét gyakorolta.
1897 februárjában Caruso visszatért Salernóba a következő szezon megkezdésére. Lombardini azonban nem akarta a Bohéméletet színpadra vinni, így Caruso a Manon Lescaut-t gyakorolta. Ezt az évadot is nagy sikerrel zárta, s közben olaszra változtatta keresztnevének írásmódját (Erricóról Enricóra). Grassi lányával kötött eljegyzést felbontotta, ugyanis beleszeretett egy balerinába, aki Mugnoni szeretője volt. Szerelmük azonban nem tartott sokáig; a lány Rómába szerződött, Caruso pedig Palermóba ment.

### Ismerkedés Puccinivel és Ada Giachettivel
Caruso a következő évadot Palermóban töltötte, szerencsétlenségére azonban a karmester Leopoldo Mugnonét is odaszerződtették. Mugnone a Bohémélet tenor főszerepét másvalakinek adta, Caruso pedig a Giocondában Enzo szerepét kapta meg. Az 1897. május 15-i premieren nagy sikert aratott, még Mugnone is felkiáltott: „Bravissimo!”. Ebben az évadban ezt a darabot még tizenkétszer ismételték meg. A nagy sikerre felfigyelve a következő, őszi évadra Sonzogno szerződtette Carusót a milánói Teatro Liricóba. Még ugyanazon évben Sonzogno riválisától, a Ricordi cégtől is kapott egy felkérést a livornói színházba a Bohémélet Rodolfo szerepére, előadásonként tizenöt líráért.
Ezekben az években ismerkedett meg Caruso későbbi élettársával, a nálánál tíz évvel idősebb operaénekesnővel, Ada Giachettivel. Ő volt az, aki egy ismerőse révén elintézte, hogy Puccini – aki akkoriban a Tosca első változatán dolgozott – meghallgassa Carusót, és eldöntse, hogy alkalmas-e Rodolfo szerepére vagy sem. Puccini vonakodva fogadta, „Már megint egy nápolyi utcagyerek!” – mondta Manfredinek, majd mégis úgy döntött, hogy meghallgatja, leült a pianínója mellé és felszólította Carusót, hogy énekelje az „Oh, mily hideg e kis kéz”-t. Miután Caruso befejezte az éneklést, Puccini odafordult, és azt mondta: „Ki küldte hozzám? Isten?”, majd írt a livornói impresszáriónak, és Carusót ajánlotta Rodolfo szerepére. Caruso nagy sikert ért el a Mimit alakító kedvese mellett a Bohéméletben. A színházi szezon végén azonban Caruso és kedvese is, aki lemondta a hosszabb időre szóló szerződéseit, súlyos anyagi gondokkal küzdött.

### „Addio a Napoli”

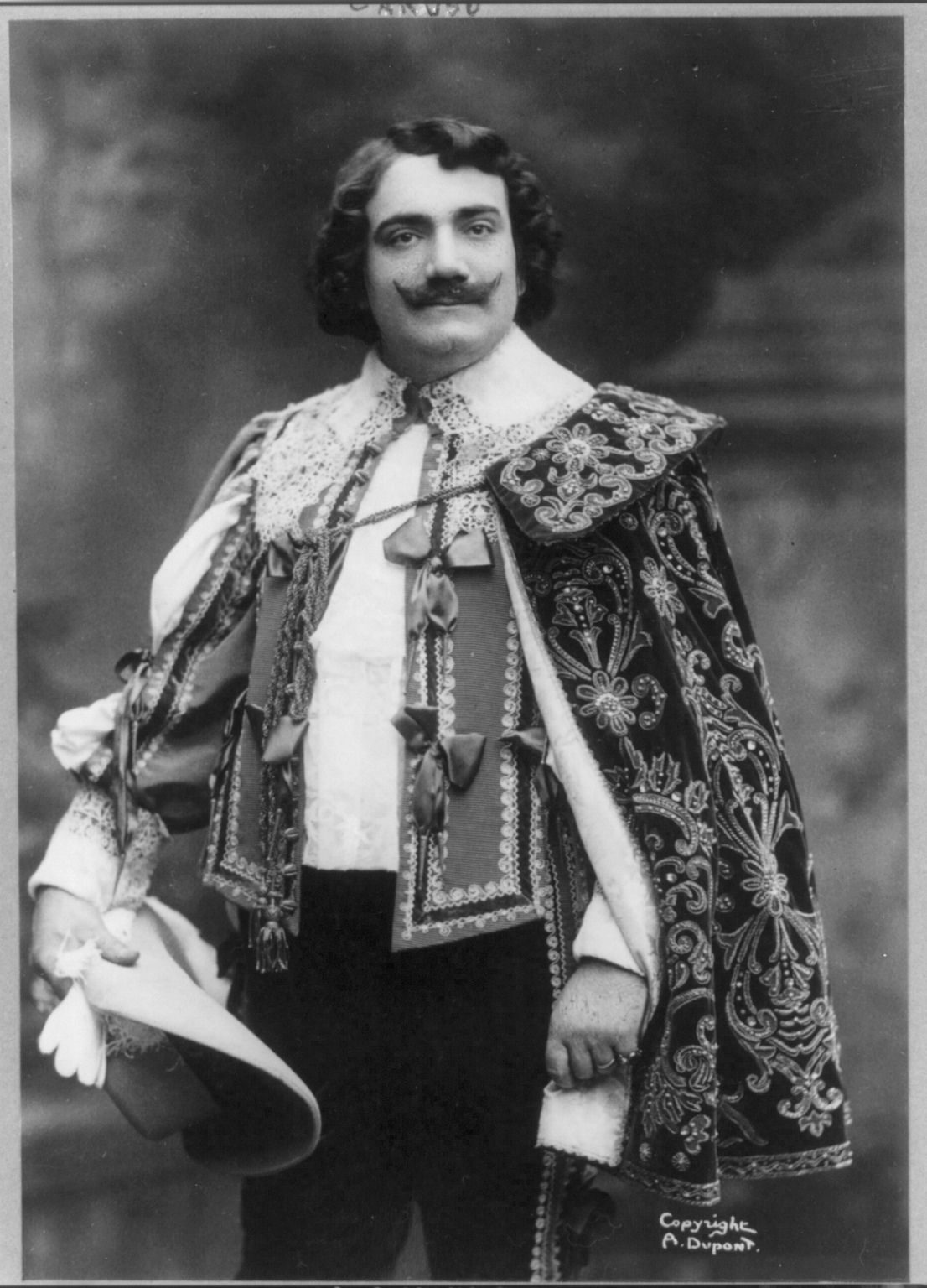
Bizet: Gyöngyhalászok – Nadir szerepében

Egy jó szerződés reményében Caruso Milánóba ment, ahol esténként a Galleria csarnok kávézóiban énekelt, és kölcsönökből tartotta fenn magát. Ebbe a csarnokba járt enni és kávézni Sonzogno, Arrigo Boito és a nemrég nősült Arturo Toscanini is. Amikor Caruso a kölcsönkért pénzekből is kifogyott, elment Sonzogno kiadóhoz, aki kedvesen fogadta, sőt egy havi fizetést is megelőlegezett neki. A következő időszakban a Leoncavallo-féle Bohémek című operába szerződött Fiumében. A fiumei színházigazgató azonban úgy döntött, hogy inkább a Puccini-féle Bohéméletet mutatja be. Ezt követően tíz hét szerződést kapott a genovai Teatro Carlo Felicébe, ahol Bizet Gyöngyhalászok című operájában és a Leoncavallo-féle Bohémekben lépett fel. Az előadások végén Caruso és Ada rendszerint valamelyik étterembe mentek, ahol szórakozásképpen Caruso karikatúrákat rajzolt az étlapra magáról, barátairól és a vendéglőben tartózkodó emberekről.
A fiumei évad után Caruso és Ada visszatértek Milánóba, itt a via Velascán béreltek lakást. Bár nem voltak összeházasodva, Ada gyermeket várt, Carusónak pedig sürgősen munka után kellett néznie, így a következő hónapokra a livornói színházba szerződött a Bajazzókba, fellépésenként ötszáz líráért. Livornóban Ada villájában laktak, aki terhessége utolsó hónapjában visszaköltözött Milánóba, majd 1898. június 2-án megszületett Caruso és Ada fia, Rodolpho. Caruso mind Adát, mind törvénytelen fiát eltitkolta szülei elől, később is csak az apjának mesélt róluk. Azután még két gyerekük született, azonban csak egyikük érte meg a felnőttkort, a másik még csecsemő korában meghalt.
1898. november 16-án Giordano Fedora című operájának jelmezes próbáján egy dél-amerikai igazgatók megbízásából jelenlévő ügynök kétezer lírát ajánlott Carusónak a következő év májusára Buenos Airesben. A dél-amerikai utazás előtt még elszerződött nyolc hétre Szentpétervárra, ahol II. Miklós orosz cárral is találkozott, aki gyémántköves arany mandzsettagombot adott neki ajándékba. Ugyancsak a Szentpéterváron töltött idő alatt megismerkedett a szerelmi botrányairól híres Luisa Tetrazzini énekesnővel, akivel rövid kalandba keveredett. Visszatérve Olaszországba a Teatro Liricóban vállalt fellépést. A Buenos Aires-i előadásra nem sikerült Adának is szerződést kötnie, ő azonban kijelentette, hogy nem hajlandó háziasszonyszerepbe bújni, és miután egy ügynök révén mégis sikerült egy dél-amerikai rövidebb turnéra szerződnie, hat hónapos kisfiát Rina nevű húgára bízta, és néhány nappal Caruso távozása után ő is hajóra szállt.

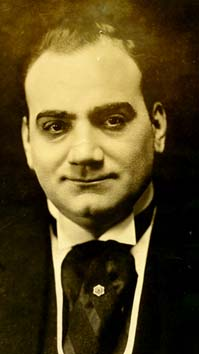
Caruso

A dél-amerikai évad után Caruso rövid időre visszatért Nápolyba, majd Rómába szerződött a Teatro Costanziba, innen pedig másodjára is Szentpétervárra ment, ahol nagy sikerrel énekelte Radames szerepét az Aidában. A szentpétervári siker után Moszkvába hívták, hogy énekelje Cavaradossit Puccini Toscájában. És bár egy megfázás után egy hónapra ágyba kényszerült, a következő évadra egy újabb dél-amerikai szerződést írt alá. Buenos Airesben a Parasztbecsületben, a Manonban és a Mefistofelében lépett fel. Ezt követően Montevideóba ment három hetes fellépésre.
1900 szeptemberében visszatért Olaszországba, ahol rögtön szerepet ajánlottak neki a trevisói Teatro Socialéban a Toscára, Adával a címszerepben. Itt akkora sikert arattak, hogy újabb felkérést kaptak Bolognába. Ezt követően a milánói Scala havi ötvenezer lírás gázsival szerződtette Carusót.
A Scalában a próbákon Caruso és Toscanini többször is összeveszett, és hol az egyik, hol a másik fenyegetőzött azzal, hogy otthagyja a milánói operát. Az előadásokon azonban kettejük „alkotása” elbűvölte a közönséget. Az 1901. február 17-i opera buffa, a Szerelmi bájital egy Carbonetti nevű basszista és Caruso főszereplésével, valamint Toscanini vezénylésével az Otello tizenhárom évvel azelőttiéhez fogható sikert aratott. Toscanini, aki arról volt ismert, hogy soha nem enged ismétlést, ezen az estén kivételt tett, és a közönség kérésére Caruso elismételte Nemorino románcát.
Tizenkétszer ment már a vígopera, amikor a következő előadásra, a Mefistofelére a színházigazgató Fjodor Saljapin orosz basszistát szerződtette a címszerep éneklésére. Caruso és Saljapin – akikről közben kiderült, hogy ugyanazon év ugyanazon hónapjában születtek, mindketten szegény családban és mindketten a helyi templom kórusában kezdték pályafutásukat – elválaszthatatlan barátok lettek.
A soron következő évadot Caruso ismét Buenos Airesben töltötte, közben pedig aláírt egy szerződést, miszerint fellép a monte-carlói Théâtre du Casinóban, ahol olyan híres előadókkal szerepelt együtt, mint Nellie Melba és Maurice Renaud, a párizsi Opera első baritonistája. Ugyanekkor kapott először meghívást a szülővárosába, Nápolyba.
Buenos Airesből hazatérve több jótékonysági esten is fellépett Triesztben és Rómában is. 1901. december 30-án Caruso régi álma teljesült, amikor felléphetett a nápolyi San Carlóban, a Szerelmi bájital című operában. Az előadás azonban csúfosan megbukott, és Carusót kifütyölték, mire ő kijelentette, hogy soha többet nem lép fel Nápolyban. Ígéretét be is tartotta.

### Az első lemezfelvételek és a Covent Garden

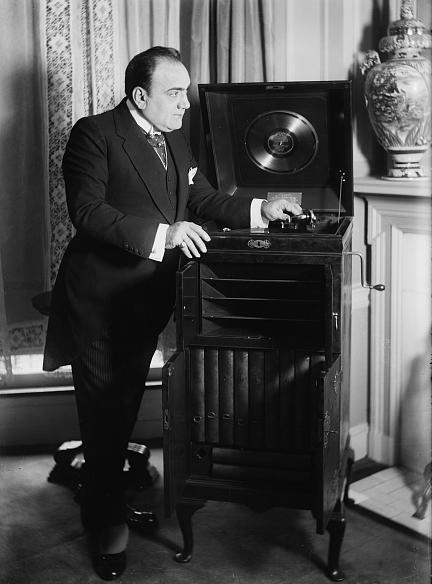
Caruso lemezjátszója mellett

Caruso mindig is sorsszerűnek tekintette az 1902-es évet; ekkor készültek el első lemezfelvételei, és először lépett fel a Covent Gardenben. Ebben az évben vonult vissza két híres operaénekes, Jean de Reszke és Francesco Tamagno is, az operavilág pedig helyükre keresett tenoristákat. Caruso Melbával lépett fel a monte-carlói Théâtre du Casinóban, a Bohémélet előadásában. A kettejük produkciója nagy siker volt, és következő évadra Caruso a Covent Gardenbe kapott szerződést.
Mielőtt még elhagyta volna Itáliát, Caruso visszatért a Scalába Alberto Franchetti báró Germinájának 1902. március 11-i ősbemutatójára. A bemutató közönségének soraiban ott ült a londoni Fred W. Gaisberg, a Gramofon- és Írógép Társaság hanglemezfelvételeinek igazgatója, és bátyja, Will. Az előadás után a két Gaisberg meglátogatta Carusót az öltözőjében, és lemezfelvételt ajánlottak fel neki, tíz dalonként száz fontért. Carusót barátai megpróbálták lebeszélni, hogy értékes hangját erre az „újfajta játékszerre” pazarolja, ő azonban aláírta a szerződést. Az első felvételeket a parmai Grand Hotelben vették fel – pontosan azon lakosztály fölött, ahol Verdi meghalt. Az első felvétel a Rigolettó-beli „Kesztyűária” volt. A felvételeket expresszpostával Hannoverbe szállították. A társaság körülbelül tizenötezer fontot keresett a lemezekkel.
Mire Caruso Londonba érkezett, a lemez már szépen kelt. A Covent Gardenben Caruso a Rigolettóban mutatkozott be; partnere Melba volt. A helybéli kritikusok kedvezően fogadták, azonban szóvá tették „hangbéli korlátait”. Az elkövetkező előadások nagy sikerrel zárultak, különösen a Parasztbecsület, ahol Caruso oldalán Emma Calvé énekelt.
1903 telére Maurice Grau, a New York-i Metropolitan impresszáriója ötéves szerződést ajánlott Carusónak, negyven előadásra. Miután véget ért a londoni szerződés, Caruso egy rövid időre hazautazott Milánóba Adához és kisfiához, „Fofóhoz”. New York-i utazása előtt többször is fellépett Olaszország több városában és Lisszabonban is, ahol Eva Tetrazzinivel énekelt, majd Dél-Amerikába ment egy hosszabb turnéra. Mikor innen hazatért, minden szabadidejét a nemrég vásárolt toscanai házában töltötte Adával és a kis Rodolphóval.

### „Az asszony ingatag”

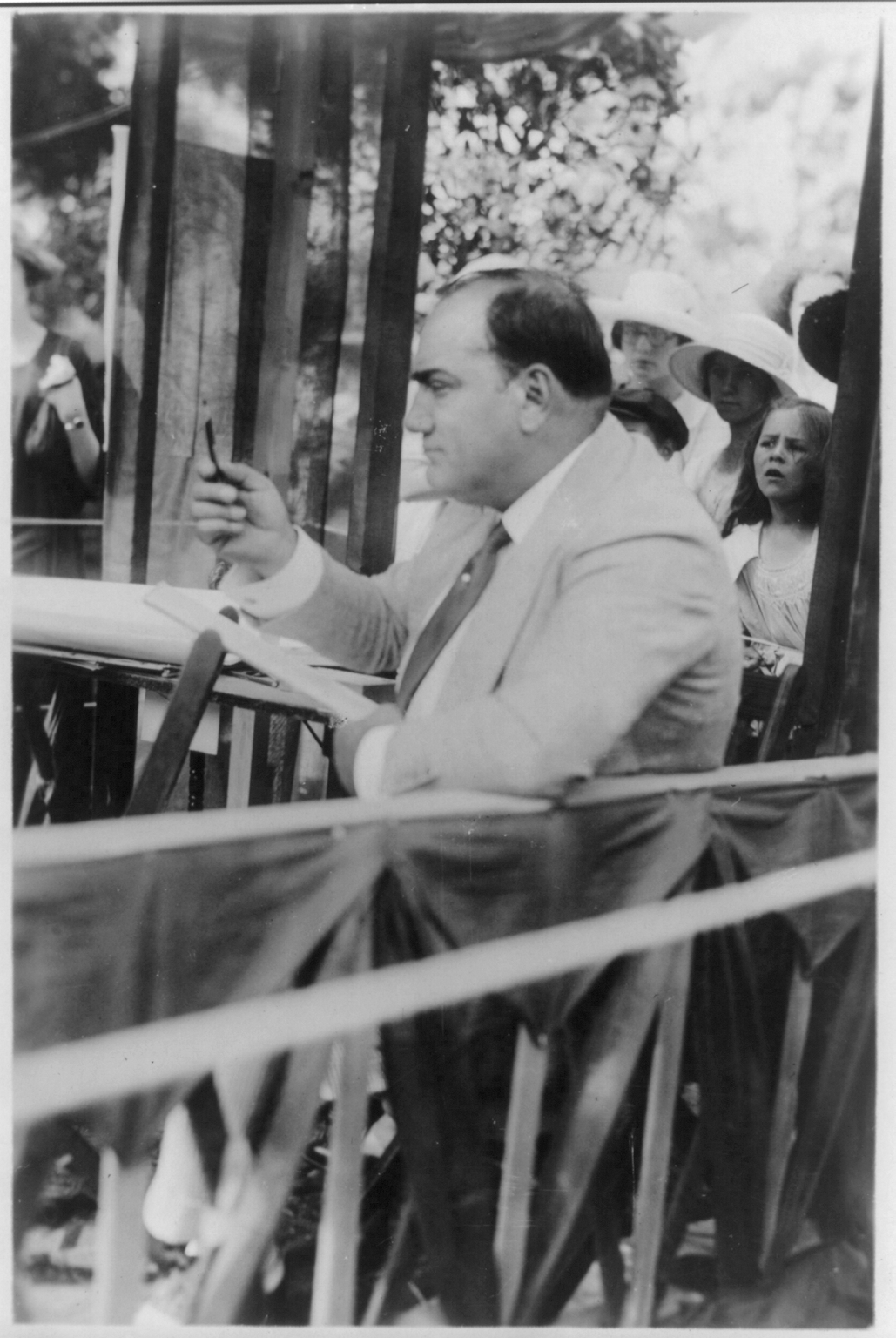
Caruso Southamptonban, rajzolás közben

Caruso Adával együtt 1903. november 11-én szállt partra New Yorkban. A Hotel Majesticben szálltak meg, a vendégkönyvbe „Mr. és Mrs. Caruso” néven írták a nevüket. Ada azonban nem vált el előző férjétől, és Carusóval nem házasodtak össze soha.
Az első fellépésre a megérkezés után tizenkét nappal került sor, a műsor a Rigoletto volt. Az előadás nem aratott kiemelkedő sikert, azonban a kritikusok és a közönség is kedvezően fogadta. Az elkövetkező időben fellépett az Aidában, de az igazán nagy sikert a decemberben előadott Bohémélet hozta. A siker számos új felkéréssel járt együtt; különböző estélyeken és más amerikai városokban is fellépett, ugyanakkor a Victor Company lemezfelvételi és művészeti igazgatója egy lemezszerződést is ajánlott neki. A felvételért, amely egyetlen délután alatt készült el a Carnegie Hall 826. szobájában, Caruso négyezer dollárt kapott. Az első Victor-lemez a „Kesztyűária” volt, ezt követte „Az asszony ingatag”, Nemorino románca, a „Levélária” és a „Kacagj, bajazzó!”. Caruso valószínűleg nem volt tisztában a jogdíj fogalmával, ezért a szerződésből ez lemaradt, és az eladott lemezek után nem kapott részesedést. Ezt azonban pótolta, hogy a metropolitanbeli szezon során és a házi koncertekkel harmincezer dollár bevételre tett szert. Nemsokára Caruso és Ada saját lakást bérelt ki a Lexington Avenue-n.
1904. február közepén, a következő amerikai évad kezdetéig Carusóék hazahajóztak Olaszországba, ugyanekkor kiderült, hogy Ada ismét gyermeket vár, aminek ő egyáltalán nem örült. Európában Caruso rövidebb fellépéseken vett részt Monte-Carlóban, Barcelonában, Prágában, Drezdában, majd május közepén a Covent Gardenben.
A második Metropolitan-szezonban Caruso harmincszor lépett fel, esténként ezerszázötvenkét dollárért, ezenkívül fellépett még Philadelphiában, Bostonban, Pittsburghben és más városokban is. A tiszteletdíjról lemondva fellépett a New York-i olasz kórház jótékonysági estélyén is, ami után a Szent János Rend lovagjává ütötték. 1905 februárjában még öt lemezt énekelt fel a Carnegie Hall stúdiójában, zongorakísérettel. Az évad végén visszatért Európába, itt fellépett Párizsban, majd a londoni Covent Garden nyolchetes szerződésének tett eleget, ahol minden este teltházzal folytak az előadások.
Caruso az előadások előtt nagyon ingerlékeny volt, nem tűrte a zajt és a rendetlenséget, valamint mániákusan félt a fertőzésektől. Előfordult, hogy egy órán belül kétszer-háromszor is inget váltott, egy rövidebb séta után is tetőtől talpig átöltözött. Naponta kétszer fürdött, szobáját szüntelenül Caron parfümmel szórták be. Ezenkívül a turnék során mindig kisebb gyógyszertárnyi orvosságot hordott magával.

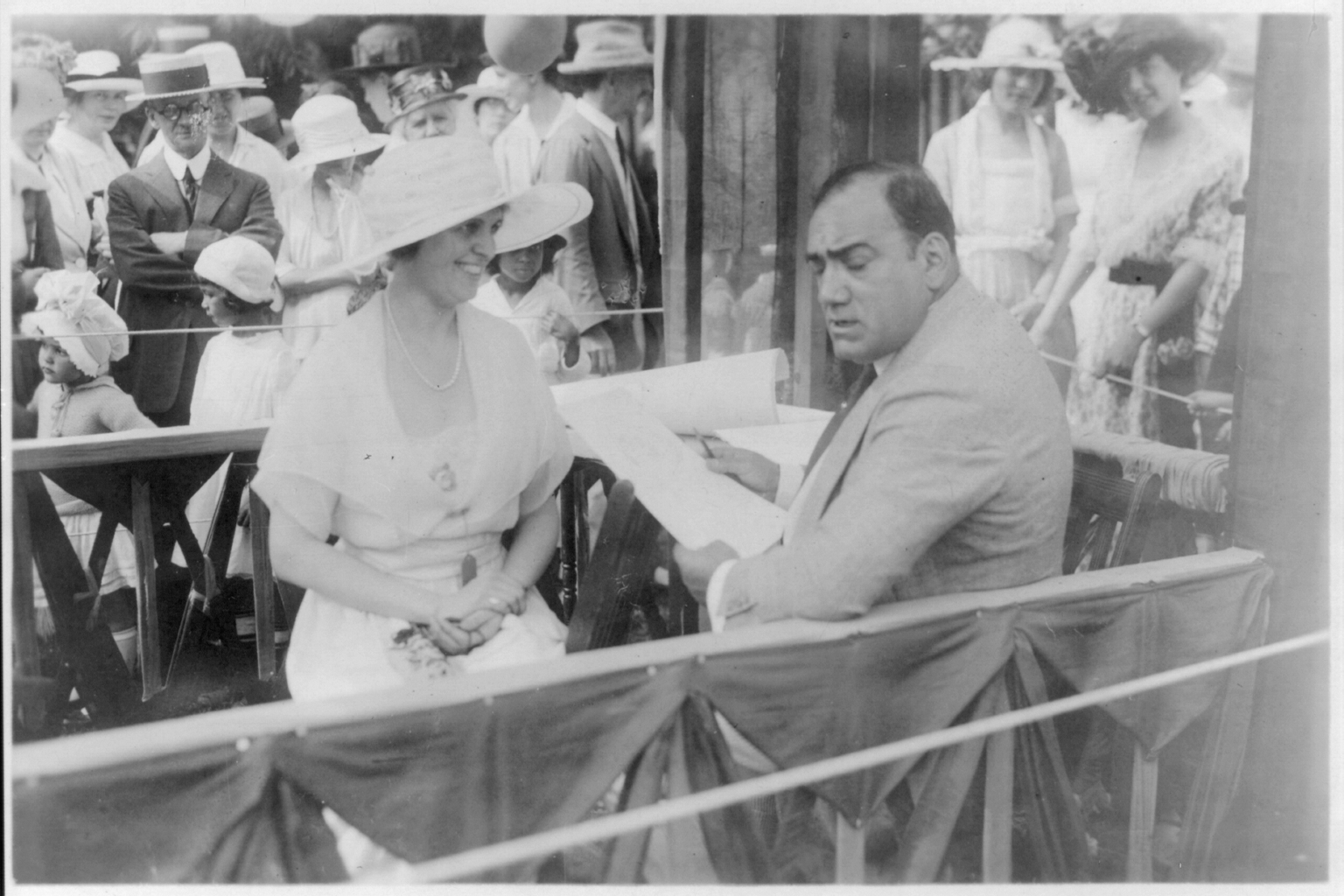
Caruso Southamptonban

Hatalmas bevételének köszönhetően olaszországi villáját nagyobbra cserélte, a Villa Bellosguardóra. A villa egy négyszáz esztendős kúria volt, a Firenzétől hatvan kilométerre fekvő Lastra a Signában, Caruso itt töltötte kevés szabadidejét Ada és két fia társaságában. Bár Caruso szerette volna szüleit és beteg lánytestvérét is ideköltöztetni, ők hallani sem akartak Nápoly elhagyásáról.
Az 1905–1906-os évadra Caruso visszatért New Yorkba, ahol a Giocondával nyitották az évadot. Ebben az évadban hatvannégyszer lépett fel New Yorkban és más városokban is. 1906. április 13-án San Fransiscóba utazott és 17-én, a nagy földrengés előestéjén Don José szerepében lépett fel a helyi operában. Caruso a Hotel Palace-ban tartózkodott, amikor hajnali öt óra tizenhárom perckor rázkódni kezdett a föld, azonban sok más emberrel ellentétben ő túlélte, sőt a poggyászát is kimentette a szállodából, azonban soha többet nem volt hajlandó San Franciscóba látogatni. A földrengés okozta sokk után Caruso folyamatosan rettegett az erőszakos haláltól.
A San Franciscó-i tragikus esemény után Caruso visszatért New Yorkba, majd nemsokára hazahajózott Európába. A következő heteket családja és barátai társaságában olaszországi villájában töltötte. Az ezt követő évadban a londoni Covent Gardenben lépett fel, ahol Melba volt a társa, azonban alig várta, hogy újra New Yorkba utazzon, amit ekkor már a második otthonának tekintett.
Caruso New Yorkban a Hotel Savoyban bérelt szobát, a Central Park közelében, ahová gyakran indult sétára. Egy ilyen séta alkalmával, 1906. november 16-án egy civil ruhás rendőr letartóztatta, ugyanis egy nő azzal vádolta, hogy Caruso megcsipkedte a fenekét. Mikor a rendőrök betaszigálták egy zárt teherautóba, Caruso hisztériarohamot kapott, a rendőrségre érve pedig összeverekedett két rendőrrel, ezt követően becsukták egy zárkába. Egy óra múlva ötszáz dollár óvadék ellenében szabadon engedték, azonban amikor Caruso visszatért a hotelszobájába, ájultan esett össze. Másnap az újságok a címlapon hozták az esetet, a nő, aki molesztálással vádolta az énekest, nyomtalanul eltűnt, s mint később kiderült, a rendőröknek hamis lakcímet adott meg. A „Majomház-botrány” nagy zajt kavart a kor hétköznapjaiban, valódi hírlapi szenzáció volt.
A bírósági tárgyaláson a sértett nő nem jelent meg, azonban megjelent egy másik nő, aki azt állította, hogy Caruso régebben őt is zaklatta. Majd egy rendőr is tanúskodott, aki azt mondta, hogy neki egy másik nő mesélte egyszer, hogy őt is molesztálta Caruso, és bár a nőt nem nevezték meg, így nem is tanúskodhatott, a bíró tíz dollár büntetés befizetésére ítélte az énekest, azzal az indokkal, hogy „a tett nem annyira az egyént, mint a közrendet és a közszemérmet sértette.”
A hírhedt „Majomház-botrány” után a Metropolitan igazgatósága tartott a közönség reakciójától, attól, hogy a hírhedt „fenékcsipkedőt” esetleg nem akarják többé látni Rodolpho, Ramades vagy Pinkerton szerepében. Caruso pedig állandóan attól rettegett, hogy kollégái a háta mögött kibeszélik, ugyanakkor tucatszám kapta a trágár leveleket és névtelen fenyegetéseket. Így történt meg az, hogy Caruso tizenhét esztendei Metropolitan-szerződése során ez volt az első alkalom, hogy nem lépett fel az évadnyitó előadáson. Azonban az évadnyitó után két nappal fellépett a Bohémélet előadásán, ahol a közönség nagy szeretettel fogadta.
Caruso az amerikai szezont a Bajazzók előadásával zárta Milwaukee-ban, majd hazatért Európába, zsebében százezer dollárral. Itt fellépett Párizsban és Londonban is, ahol a Viktória-renddel tüntették ki. Majd egy ötéves Covent Garden-szerződés következett. Időközben Adával való kapcsolata nagyon megromlott: amikor Caruso fülébe jutott, hogy élettársa egy nálánál jóval fiatalabb sofőrrel találkozgat, a nő állítása szerint meg is verte. Egy rövidebb európai turné után a szokásos, Adával töltött heteket kihagyva, Caruso hajóra szállt, és elindult vissza New Yorkba.
Az 1907–1908-as év Caruso legzsúfoltabb szezonja volt a Metropolitanben: fellépett a Trubadúrban, estélyeket adott a Waldorf-Astoriában, fellépett Kanadában és több amerikai városban is. 1908-ban Caruso újból együtt énekelt rég nem látott barátjával, Saljapinnal, akit viszont a helyi kritikusok nem fogadtak kedvezően, így az sértődötten ment vissza Európába. Az évad végén, a szünet idejére Caruso is visszatért Európába.
Európában Carusót rossz hírek érték: 1908. május 24-én meghalt az apja, majd ezt követően Adától kapott levelet, amelyben azt közölte vele, hogy már nem szereti, és a két fiának kíséretében Dél-Amerikába utazott „valakivel”. Carusót mélyen megviselte az eset, gyakran tört ki hisztérikus rohamokban, és gyakran menekült az alkohol mámorába is. Az év nyarát németországi fellépések töltötték ki, majd október 27-én Bonci és Tetrazzini társaságában visszatért New Yorkba, ahol a Hotel Knickerbockerben szállt meg.
Később, New Yorkban Carusót váratlanul érte Ada látogatása, aki pénzt és ékszereket követelt tőle, végül havi 500 lírás (kb. 100 dolláros) „asszonytartásban” egyeztek ki. Ada aláírt egy nyilatkozatot arról, hogy a jövőben nem támaszt egyéb anyagi követeléseket volt élettársával szemben.

### Della Vedova kése
1909 áprilisában Caruso hazahajózott Olaszországba. Problémái voltak a torkával és azon aggódott, hogy elveszítheti a hangját. Amikor az állapotáról szóló hír valahogy kiszivárgott, több újság is arról számolt be, hogy az énekes elvesztette a hangját. Caruso és az orvosai is cáfoltak, de egy Della Vedova nevű gégesebész azt nyilatkozta az újságíróknak, hogy egy kisebb csomót operált ki a művész torkából. Miután Caruso olvasta az újságban a hírt, annyira felbőszült, hogy nem volt hajlandó kifizetni az orvos hatvanezer lírás tiszteletdíját. Az orvos azonban perre vitte a dolgot, végül kiegyeztek a honorárium felében.
Caruso hamarosan felépült a Villa Bellosguardóban, hangja pedig újból olyan volt, mint régen. A lábadozás közben egy rövidebb szerelmi viszonyba bonyolódott Ada húgával, Rina Giachettivel.

### „Kacagj, bajazzó!”

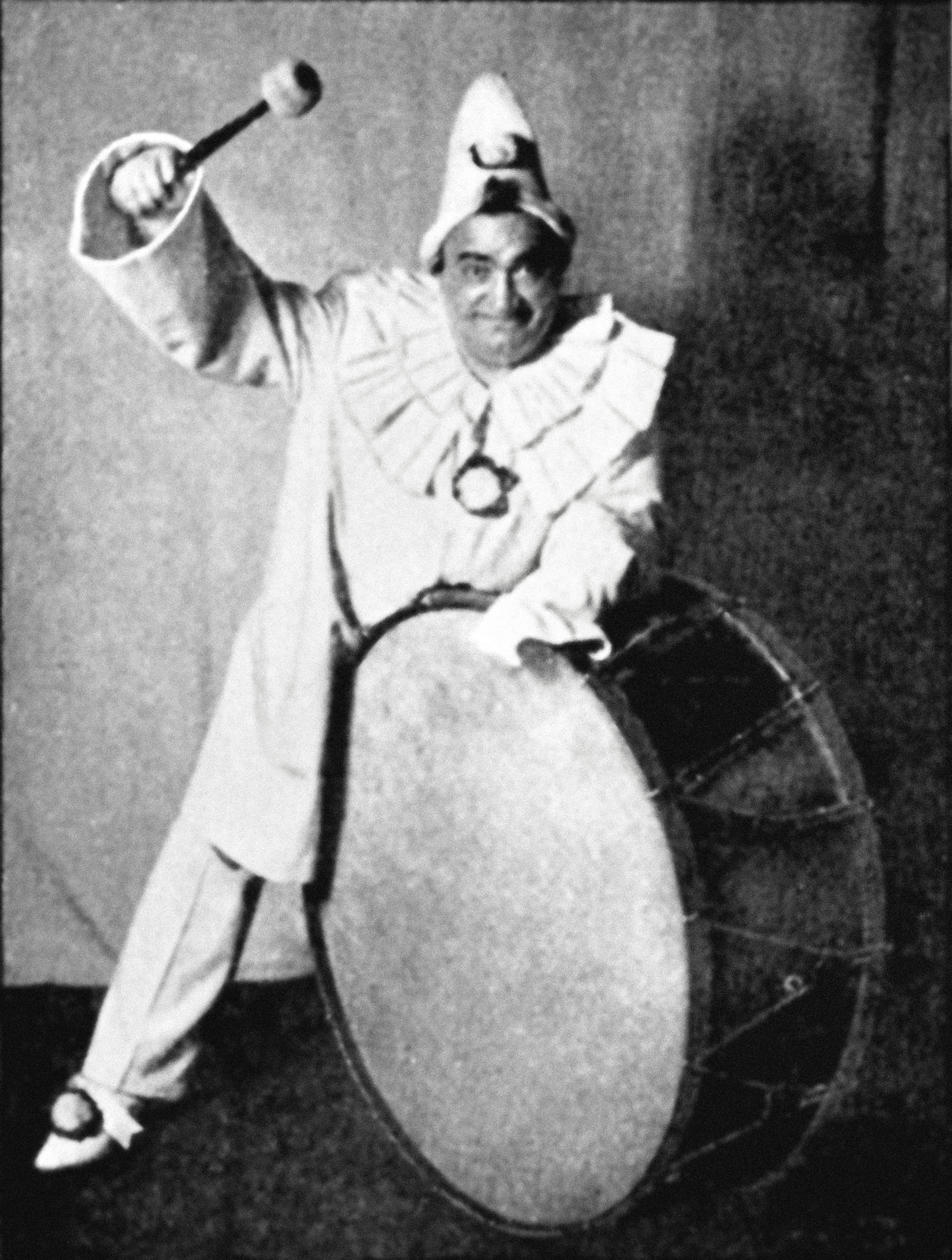
Caruso Canio szerepében (a Bajazzókban)

Az elkövetkező években Caruso egyre gátlástalanabbá vált a szexuális kapcsolatok terén, bár a „Majomház-botrány” után inkább csak európai hölgyekre korlátozta magát. A választott hölgyek általában nála jóval fiatalabbak voltak, a velük folytatott kapcsolatok pedig rövidek. Az európai turnék során számtalanszor keveredett szerelmi botrányokba, ugyanakkor heves vitákba a féltékeny férjekkel és szigorú apákkal.
Ugyanebben az évben történt, hogy egy New York-i székhelyű, magát „Fekete Kezek”-nek nevező szicíliai gengszterbanda megfenyegette Carusót, hogy megölik, ha nem fizet nekik tizenötezer dollárt. A bandát detektívek segítségével sikerült lefülelni, Carusónak azonban üldözési mániája lett. Amikor nem sokkal az eset után Münchenben énekelt, ráesett a díszlet, amiről meg volt győződve, hogy a „Fekete Kezek” tették és az évad hátralevő részében csak úgy volt hajlandó fellépni a Toscában, hogy előzőleg a kivégzőosztag puskáit alaposan átvizsgálták.
New Yorkban időközben a manhattani opera megnyitása után kialakult az „Operaszínházak csatája” a Manhattan és a Metropolitan között. New York operarajongói nem bírtak két operát fenntartani, így mindkét opera a híres énekeseket próbálta magához vonzani. A Manhattan igazgatója hatalmas gázsival és heti három fellépési lehetőséggel próbálta megvesztegetni Carusót, aki azonban hűséges maradt a jóval kevesebbet fizető Metropolitanhez. A Metropolitan is nagyobb gázsit ajánlott Carusónak, ő azonban a színház akkori súlyos anyagi gondjait figyelembe véve ezt nem fogadta el. Ugyanezen okokból a lemezkiadó cégéhez is hűséges marad: amikor a Victor Company gramofonlemez-gyártó cég konkurense tett ajánlatot magasabb összeggel és jogdíjjal, Caruso elutasította, és egy életre szóló szerződést ajánlott a Victornak. De nagylelkűsége az emberekkel szemben is hasonló volt, főleg ha olaszokkal találkozott vagy nőkről volt szó; gyakran adott nagyobb összegeket ismeretlen embereknek is, karácsonykor pedig már bevett szokás volt, hogy Caruso a színház minden egyes alkalmazottjának névre szóló ajándékot és pénzt adott. Nagylelkű gesztusai mellett megőrizte azt a régi szokását is, hogy minden egyes kiadását – még a pincéreknek adott borravalót is – feljegyezte.

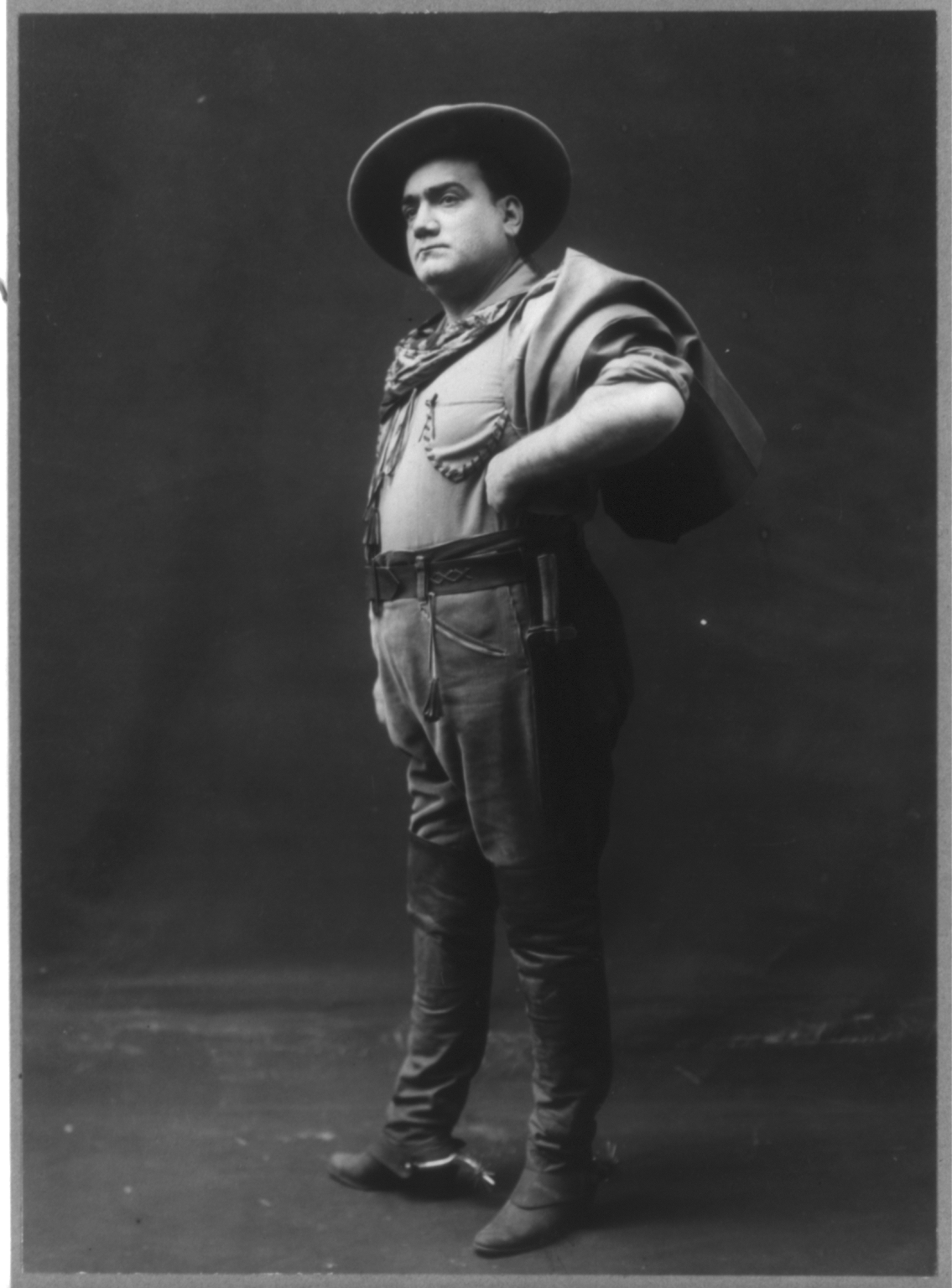
Caruso A Nyugat lánya című operában

1910. január 3-án Caruso beírta magát a rádiózás történetébe, amikor a Bajazzókat Lee de Forest közvetítette a Metropolitan színpadáról a Victor Company központjába. Az előadást Connecticutban is vették, sőt állítólag a tengeren tartózkodó Avon hajón is hallották.
1910-ben a Metropolitan társulata Európában turnézott, így történt, hogy Caruso egy áruházban megismerkedett egy Elisa nevű eladónővel, akit nemsokára meghívott a Villa Bellosguardóba, ahol a fia gondozását és házvezetőnői állást ajánlott neki. A nő nem fogadta el az ajánlatot, azonban miután Caruso Németországból állandó szerelmes levelekkel ostromolta, úgy döntött, mégis elutazik hozzá. Mikor 1910 októberében Elisa apja kíséretében megérkezett, Caruso elegáns lakosztályt bérelt nekik a sajátja mellett a Hotel Bristolban. Caruso nemsokára menyasszonyaként mutatta be a lányt a menedzserének és barátainak, azonban egy kis idő elteltével minden szívfájdalom nélkül szakított vele, majd felültette őt és apját a milánói vonatra. Később a lány és a szülei tetemes összeget követeltek Carusótól, majd amikor ő elutasította őket, bíróságra vitték az ügyet. A bíróságon a lány felolvasta a Carusótól kapott szerelmes leveleket, az olasz bíróság viszont nem adott helyt a lány követeléseinek, az olasz törvény ugyanis nem büntette a házassági ígéret megszegését. Az eset azonban hatalmas erkölcsi felháborodást okozott, a helyzetet kihasználva Ada Giachetti kitálalt egy újságnak, és Carusót vádolta életének és karrierjének tönkretételével. Ezek után rágalmazás vádjával Caruso beperelte Adát. A pert Caruso nyerte meg, Adát pedig, annak távollétében, egy év börtönre és ezer líra kifizetésére ítélték. Ada szeretőjét tizenöt nap fegyházra ítélték tanúk megvesztegetése miatt.
Az európai turné végén a társulat visszatért New Yorkba, ahol elkezdődött a készülődés Puccini legújabb operájának, A Nyugat lányának ősbemutatójára. Az opera nem lett a közönség kedvence, azonban Caruso éneklése – annak ellenére, hogy hatalmas pocakjával és olaszos akcentusával elég valószínűtlenül alakította a cowboy szerepét – minden alkalommal megtöltötte nézőkkel a színházat. Az előadást Philadelphiában is bemutatták.

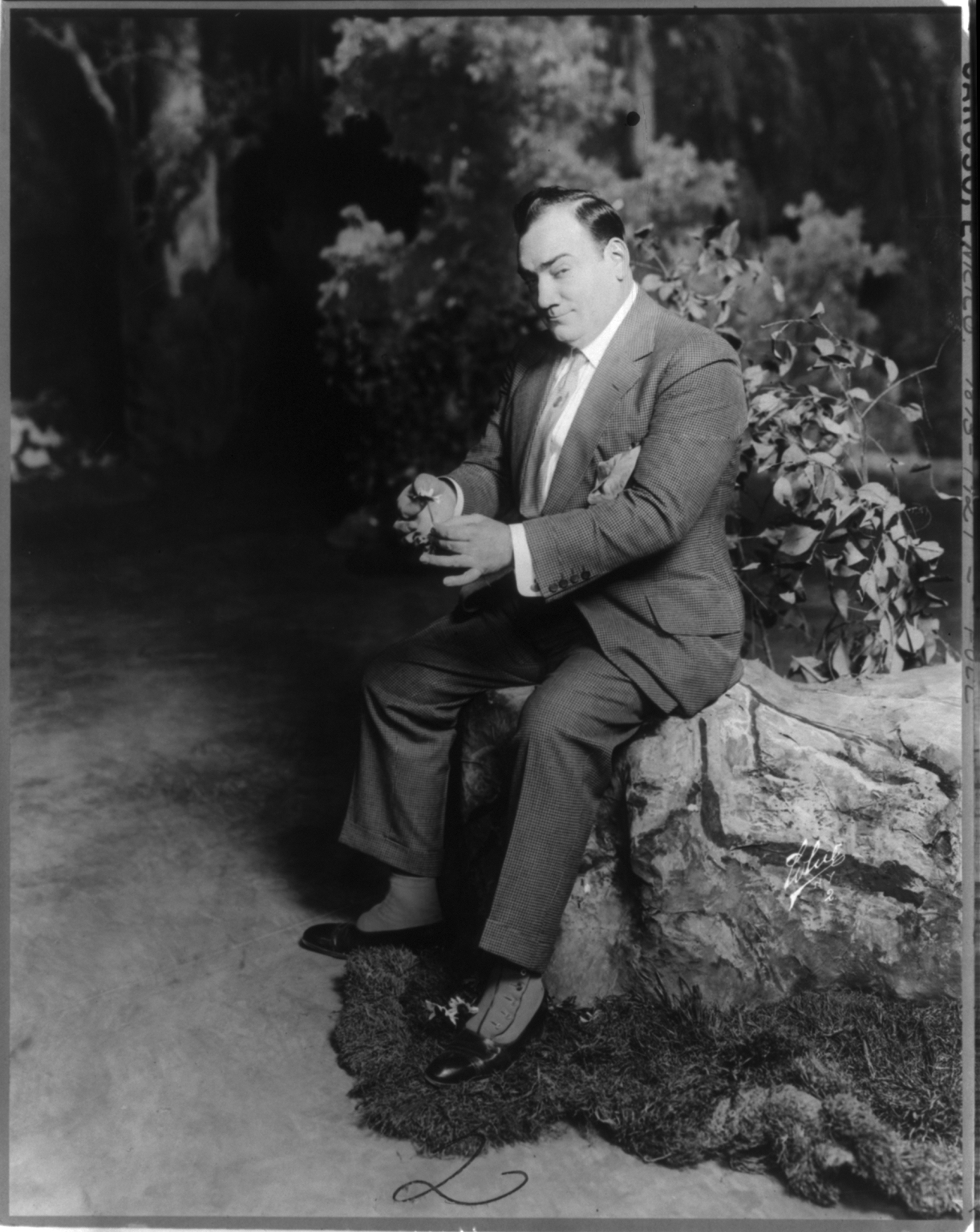
Caruso (1915. december 13.)

1911 januárjának közepén Caruso Chicagóba utazott, és bár útközben rossz közérzetről panaszkodott, mégis fellépett a Bajazzókban és A Nyugat leányában is. Visszatérve New Yorkba, fellépett a Waldorf-Astoriában, majd ágynak esett. Az orvosok influenzát állapítottak meg nála, de nem tulajdonítottak nagyobb jelentőséget a dolognak. Később azonban minden előzetes bejelentés nélkül Londonba utazott, ahol felkeresett egy gégészt. A sajtó és a közvélemény találgatásokba kezdett, és olyan hírek terjengtek, hogy Caruso hangszálaiban helyrehozhatatlan kár következett be. Caruso cáfolni szerette volna a hírt, azonban orvosai egy időre szigorúan megtiltották neki az éneklést. Ezt a nyarat Caruso Londonban töltötte, és nagyon ritkán hagyta el a lakosztályát, állandóan attól rettegett, hogy ha valahol megjelenik, felkérik, hogy énekeljen valamit.
Az 1911–12-es évad során Caruso telt házak előtt lépett fel Amerika- és Európa-szerte, egyetlen előadást sem mondott le. A legnagyobb sikert 1913-ban érte el, amikor Melba huszonötéves évfordulóján együtt léptek fel a Covent Gardenben. Ugyanekkortájt vált szenvedélyes műgyűjtővé, sokat költött műtárgyakra, gyakran járt aukciókra és műtárgykereskedőkhöz. Szinte mindent gyűjtött: könyveket, bútorokat, szobrokat, régi jelmezeket és festményeket is. Abban az évben visszatért New Yorkba. Állandó erős fejfájásról panaszkodott az orvosainak, akik jelentéktelen homloküreg-rendellenességnek tulajdonították a fájdalom okát, Caruso azonban, hogy kímélje magát, lemondta a magánkoncert-felkéréseket. Ebben az évadban ötvenszer lépett fel a Metropolitanben, és újabb lemezfelvételt is készített, amely tizenhét dalból állt. 1914-ben megújították a Metropolitannel kötött szerződést, a gázsiját pedig előadásonként kétezer-ötszáz dollárra emelték. Ugyanebben az évben az előző siker fényében újabb fellépésre kérték fel a Covent Gardenben Melba társaságában. Itt tizenhatszor lépett fel. Az évadot a program szerint a Bohémélettel kellett volna zárni, azonban a Caruso-előadások nagy sikerét látva június 29-én műsorra tűzték a Toscát. A színház előtt hatalmas sor állt, az emberek az esti előadásra készültek, és különösebben senkit sem aggasztott, hogy egy nappal korábban egy Szarajevó nevű távoli városban meggyilkoltak egy főherceget.

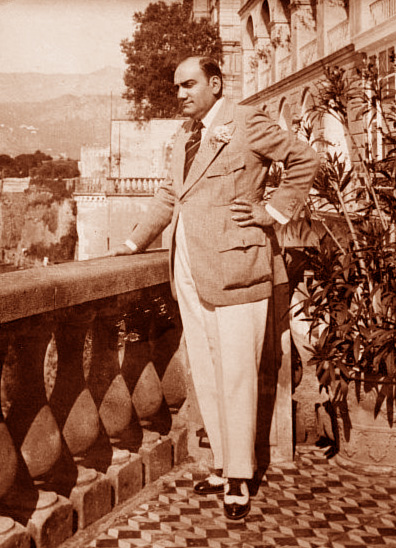
Caruso

A Metropolitanben és a Covent Gardenben töltött évadok idegkimerültségbe torkolltak, így Caruso egy orvos tanácsára a Lucca fölötti Montecatini üdülőhelyre vonult vissza. Ide elég rendszertelenül jutottak el különböző újságok, ezért Caruso csak akkor vette komolyan a háború fenyegetését, amikor osztrák ágyúgolyók hullottak Belgrádra, Oroszország mozgósított, s ezt német beavatkozás követte. A háború hírére Caruso jótékonysági koncertek fellépését vállalta, a bevételt a Németországban tartózkodó olasz vendégmunkások hazahozatalára ajánlotta fel. Ugyanekkor megígérte a monte-carlói színház igazgatójának, Raoul Gunsbourgnak, hogy ha törik, ha szakad, a márciusi évadnyitón énekelni fog Monte-Carlóban.
1914. október 19-én Caruso a római Teatro Costanziban lépett fel, ahol a „Kacagj, bajazzó!” akkora sikert élt el, hogy Toscanini tizenöt percig hiába kopogott a pálcájával, míg végül mégis beleegyezett, hogy Caruso megismételje az áriát. Ezt követően a társulat visszatért New Yorkba, ahol megkezdődtek a Carmen próbái.
Az évad közepén Caruso besétált a Metropolitan igazgatójának irodájába és kijelentette, hogy neki most Monte-Carlóba kell utaznia, ugyanis megígérte Raoul Gunsbourgnak, hogy fellép az évadnyitón. Erre az igazgató, Gatti-Casazza perrel és a szerződés elvesztésével fenyegette. Caruso vállat vont, és kisétált az irodából. A monte-carlói Théâtre du Casinóban egy teljes hónapig lépett fel, s így megmentette a színházat a bezárástól.
Monte-Carlo után Caruso Buenos Airesbe kapott meghívást, majd innen az akkor még semleges Olaszországba tért vissza, ahol elkezdte próbálni Camille Saint-Saëns Sámson és Deliláját a következő metropolitanbeli évadra. A Metropolitan a monte-carlói eset után szabad kezet adott Carusónak a külső szerződések terén, ami arra sarkallta őt, hogy egyre több magánfelkérésnek tegyen eleget. Ilyen felkérések voltak a Waldorf-Astoriában megrendezett Bagby-féle koncertek, a Hotel Biltmore pénteki matinéi és James („Hallgatag”) Henry estéi a Whitney-palotában – ahol a vendégek aranytányérból vacsoráztak, és szökőkútból ihatták a pezsgőt.
Az 1915–16-os évadban összesen ötvenszer lépett fel a Metropolitanben, azonban Carusót állandó fejfájások gyötörték, ennek ellenére az előadásai nagy sikerrel zárultak, a szezon fénypontja Don José alakítása volt a Carmenban. 1916 nyarán visszatért Európába, az utazást addig halogatta, amíg jósnője megfelelőnek nem látta a csillagok állását. A nyarat a Villa Bellosguardóban töltötte, ahol két barátja segítségével, Barthélemyvel és az öreg karmesterrel, Mugnonéval Bizet Gyöngyhalászok operáját gyakorolta.
1916. november 13-án volt a Gyöngyhalászok bemutatója, azonban három előadás után végül be kellett szüntetni. Carusónak ezzel együtt ötven fellépése volt ebben az évadban, de ezen kívül még fellépett számos, olaszokat segítő estélyen is. Az évad végén Dél-Amerikába utazott, ahol öt hónapon keresztül vállalt fellépéseket, majd amikor visszatért New Yorkba, tízezer dollárt küldött Rómába a háborús menekültek megsegítésére. Ugyanebben az évben Charlie Chaplin meglátogatta Carusót az öltözőjében, ő azonban nem ismerte, így hűvösen fogadta.
1918-ban havonta többször is énekelt karitatív koncerteken, sőt egyszer egy jótékonysági árverésen négyezer dollárt fizetett ki egy láda narancsért. Megnőtt kiadásait nem bírta egyedül figyelemmel kísérni, így egy Bruno Zirato nevű honfitársát állandó titkárként alkalmazta. Az új titkár katalogizálta a hatalmasra nőtt Caruso-gyűjteményt is.

### Leányszöktetés

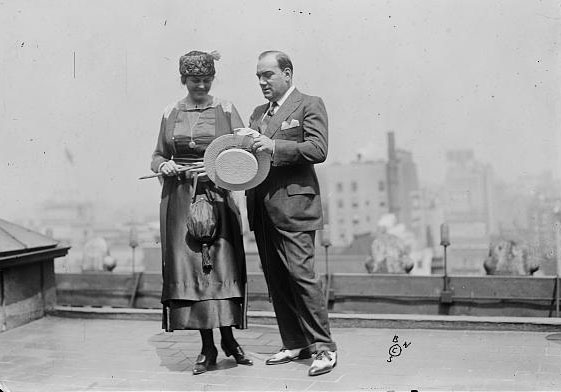
Caruso és Dorothy

1917 őszén Caruso keresztelőre volt hivatalos, mégpedig a keresztapa szerepében. A vendégek között volt Dorothy Benjamin (1893–1955) is, egy magas, fiatal amerikai lány, aki azonnal megnyerte az énekes tetszését. Caruso otthagyva barátait, egész este Dorothyval és annak társalkodónőjével, Annával beszélgetett.
Dorothy Benjamin gazdag amerikai puritán családból származott. Nagyapja az Avant Garde szerkesztője volt, apja pedig először a The Scientific American szerkesztője, majd szabadalmi jogász volt. A tehetős család hatalmas könyvtára volt, melynek falait George Washington és Benjamin Franklin írásai díszítették. Dorothy anyja súlyos beteg volt, így Dorothyt nevelőnők gondjaira bízták, majd a torresdale-i Szent Szív zárdába küldték.
Caruso hamarosan gyakori vendég lett a Benjamin-házban, míg végül egy este autózni vitte Dorothyt, és megkérdezte tőle, lenne-e a felesége. Másnap el is ment megkérni a lány kezét, az apa egy év eljegyzés feltételével beleegyezett a házasságba. Később azonban, miután tudomást szerzett Caruso botrányairól és két törvénytelen fiáról, megtiltotta, hogy találkozzon a lányával. Dorothy azonban ragaszkodott Carusóhoz, így végül, 1918-ban az apja engedélyt adott a házasságra, azzal a feltétellel, hogy az énekes félmillió dollárt ruház át a lányára. Caruso eleinte értetlenkedett, ugyanis Dél-Itáliában a lány szülei adtak hozományt, és nem fordítva, végül azonban megígérte Dorothynak, hogy a házasság után minden vagyonát ráruházza, azonban döntsön, vagy ő, vagy az apja. Dorothy másnap felhívta, és még aznap összeházasodtak. Caruso barátai is pesszimistán tekintettek a középkorú tenorista és a nálánál húsz évvel fiatalabb, nem túl csinos, ám előkelő lány kapcsolatára.
Ebben az időszakban, Caruso két filmszerződést is aláírt, melyek egyenként százezer dollárt fizettek neki. Caruso nagyon idegenkedett a mozitól, ennek ellenére elvállalta a szerepeket; az első burleszk a „My Cusin” ('Az unokatestvérem') címet viselte, melyben Caruso egy simára borotvált borbélyt és annak unokatestvérét, egy híres tenoristát alakított. A második film az „A Splendid Romance” ('Szerelmi idill') volt. Egyik film sem bizonyult sikeresnek.
Dorothy sötétkék selyemruhát viselt, mikor az esküvő reggelén megérkezett Carusóhoz a Hotel Knickerbockerbe. A hotelból Caruso kocsiján a Városházára hajtottak diszpenzációért, majd innen a Little Church Around the Cornerbe mentek. A templom lelkésze nem akarta összeadni őket, mivel nem volt biztos abban, hogy Caruso nőtlen. A pár továbbhajtott a Fifth Avenue és a Twenty-ninth Street sarkán álló Marble Collegiate-templomba, ahol lezajlott a szertartás. Caruso tanúja Bruno Zirato, Dorothyé pedig Mrs. Keith volt. Caruso fehérberettés fekete cipőt és grafitszürke utcai öltönyt viselt, melynek gomblyukába egy szál gardéniát tűzött.

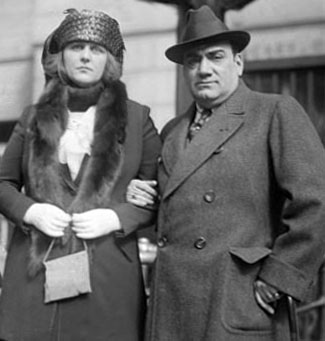
Caruso feleségével, Dorothyval

A templomi szertartás után az „ifjú” pár a Famous Players Stúdióba hajtott, ahol Jesse Lasky átnyújtott a menyasszonynak egy rózsacsokrot, majd nászajándékul levetítették nekik a „My Cusin”-t. Mikor visszatértek a Knickerbockerbe, egy sereg fotós várta őket. Caruso, mint mindig, most is feljegyezte a kiadásokat; a következőt írta 1918. augusztus 20-án: „Esküvői kiadásaim… $ 50,00.” Később, amikor a protestáns Dorothy áttért a katolikus vallásra, egy újabb esküvőt is tartottak a St. Patrick székesegyházban.
Mikor értesült lánya férjhezmeneteléről, Park Benjamin kitagadta Dorothyt, és soha többet nem állt szóba vele. Vagyonát kizárólagos örökösként lánya volt társalkodónőjére, Annára hagyta, akit időközben törvényesen is örökbefogadott.
Az esküvő után a pár a Knickerbocker Hotelban bérelt egy hatszobás lakosztályt a régi lakosztály mellett, melyben ezentúl Zirato és Mario lakott, ugyanott volt a zeneszoba, az iroda és a vendégek részére fenntartott fogadószoba. Az új magánlakosztályban három hálószoba és egy nagy szalon volt, ebből két szobát az akkor még csak remélt gyermeknek és a dadusnak tartottak fenn. Caruso a házasságuk első napján egy ötezer dolláros betétkönyvet ajándékozott Dorothynak, és nagyon gyakran bevásárlókörutakra vitte. Rengeteg ruhát vásároltak, hálószobájukban pedig külön páncélszekrényt kellett építeni, mert a sok ékszer máshol nem fért el. Egyszer, amikor ebéd közben Dorothy megcsodált egy nyitott Packard-kocsit, Caruso még aznap megvette neki tizenkétezer dollárért. A nagylelkűség mögött azonban erős féltékenység húzódott meg: Caruso abnormálisan féltékeny volt; feleségének szigorúan tiltotta, hogy rúzst vagy szemfestéket használjon, vagy mélyebb kivágású ruhát vegyen fel. Dorothy – a férje halála után írt könyvében – több olyan esetről is beszámolt, mikor a férje botrányos féltékenységi jelenetet rendezett.

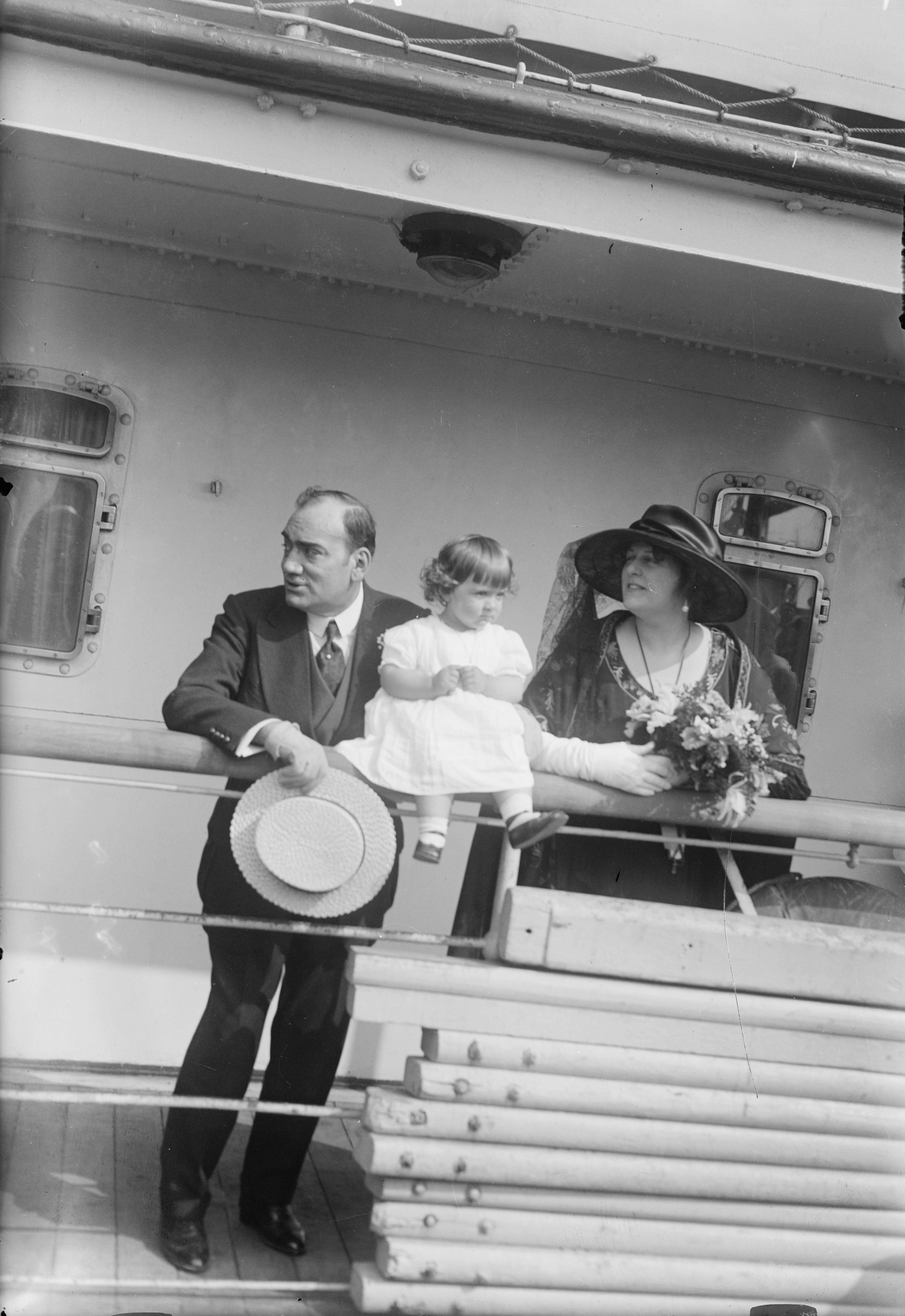
Caruso, Dorothy és kislányuk, Gloria

Az esküvő után pár héttel Carusót kérték fel a Central parkbeli John. F. Hylan szabadtéri színpad felavatására. Az ünnepélyen a Dorothy által tanított, később nagy népszerűségnek örvendő dalt, az Over There-t énekelte, a refrénbe Dorothy is, az óriási közönség is bekapcsolódott. Nemsokára megkezdődtek a próbák a következő operaévad megnyitójára is, melynek első előadása Sámson és Delila volt, előtte azonban Caruso több Szabadság-kötvény-körúton vett részt, amelynek egyikén négymillió dollárt sikerült jegyeztetnie.
Az 1919-es évad Caruso egész pályafutásának legmegerőltetőbb szezonja volt. Az évad végén megünnepelték Caruso ötszázötvenedik fellépését a Metropolitan színpadán, itt a legsikeresebb áriáiból énekelt a közönségnek. Ebben az évben történt az is, hogy Joseph Pulitzer évi százezer dollárt ajánlott fel neki, ha kizárólagosan csak az ő újságja számára készít karikatúrákat, Caruso azonban elutasította, és továbbra is ingyen készített karikatúrákat különböző lapoknak.
A Metropolitan-évad után Caruso nyolchetes hangversenykörútra indult, esténként hétezer dolláros fellépti díjért. A körút végén az akkor már terhes Dorothy és Mario társaságában Nápolyba utazott. Itt Caruso két nagy fia, Mimmi és Fofó, valamint mostohaanyja társaságában a Villa Bellosguardóban töltötték az idejüket, Caruso közben elkezdte a próbákat Halévy A zsidónő című operájához. Az itt-tartózkodás azonban nem volt eseménymentes, a háború utáni egyik szegénylázadás alkalmával Caruso villáját is kifosztották, de csak az élelmiszerraktárt ürítették ki. Ezt követően a Caruso család, a nagyobbik fiúval, Mimmivel együtt visszatért New Yorkba. Innen Caruso Mexikóba utazott, az akkor hat hónapos terhes Dorothy a könyvelőjük feleségével, Brunettával New Yorkban maradt.
Mexikóban a tengerszint feletti nagy magasság és a szeszélyes időjárás miatt Caruso sokat betegeskedett, és állandó fejfájás kínozta. 1919. november elején visszatért New Yorkba, ahol A zsidónő előadására készült. Az operaévadot a Toscával kezdték, majd öt nap múlva bemutatták A zsidónőt is. Caruso azelőtt még soha nem készült ennyit egy előadásra, minden részletet külön kidolgozott, az éneklésen kívül a sminket, a jelmezt, sőt egy rabbitól tanácsot is kért, hogy mozgása a lehető leghűbb legyen. Az opera óriási sikert aratott, számos kritikus úgy ítélte meg, hogy ez volt Caruso pályafutásának csúcspontja.
1919. december 18-án megszületett Dorothy és Caruso közös gyermeke, akit néhány hét múlva a lakosztályukban Gloria névre kereszteltettek.
Az operaévad végén Caruso több hangversenyen lépett fel, májusban még Havannában is énekelt. Távollétében, június 8-án az easthamptoni nyaralóját feltörték, és hétszázötvenezer dollár értékű ékszert loptak el. A betörés idején felesége és kislánya is ott tartózkodott, de nem esett bajuk. Dorothy és kislánya közben átköltözött a Hotel Vanderbiltbe, ahol a legfelső emelet luxuslakosztályát bérelték ki, valamint a tetőstúdiót. Caruso, miután visszatért mexikói és dél-amerikai útjáról, Easthamptonban pihent, ahol többek közt horgászással töltötte idejét.

### Visszatérés Nápolyba

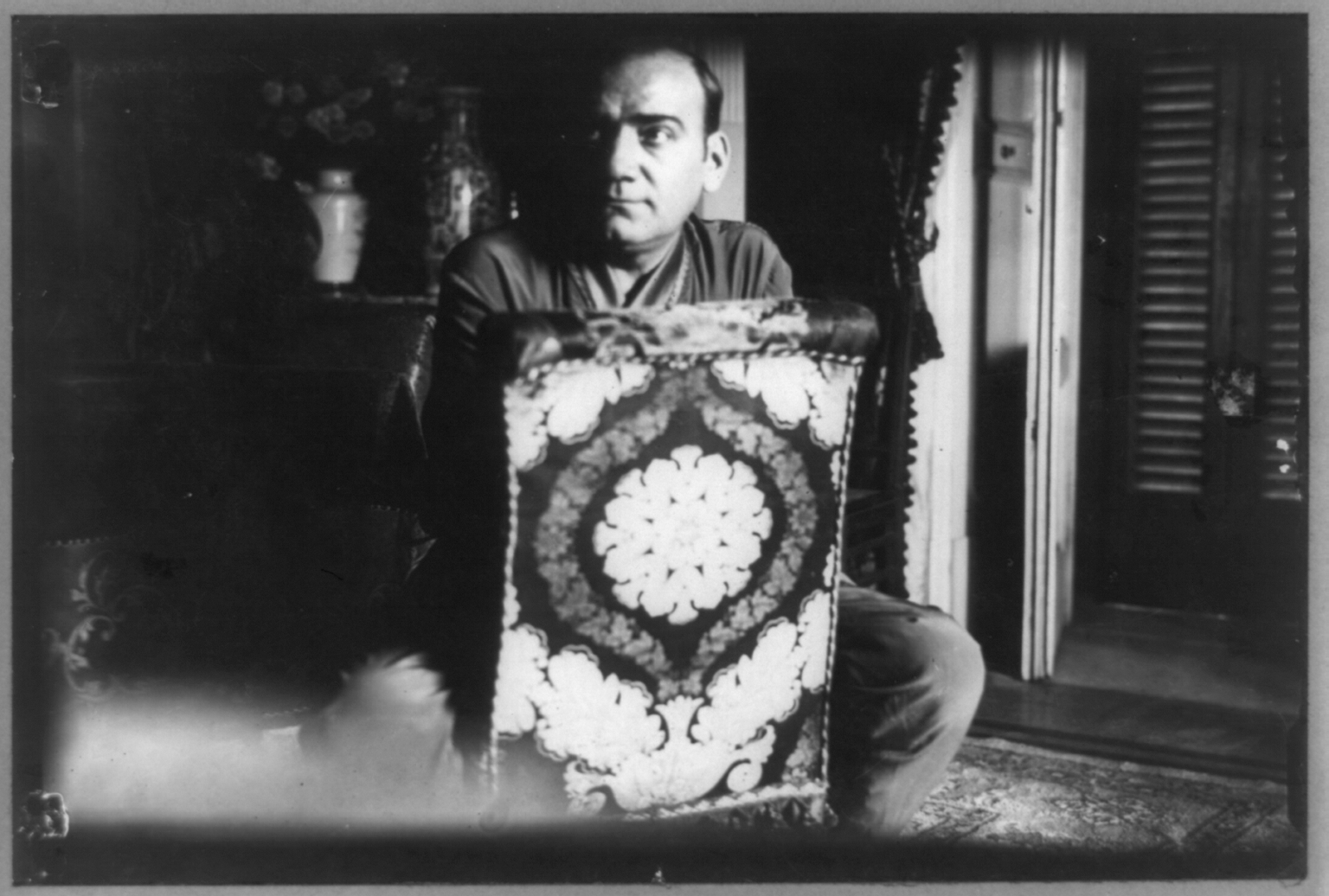
A Carusóról készült utolsó kép, néhány nappal halála előtt

A következő évadra a Metropolitan-iroda Carusót koncertsorozatra szerződtette több amerikai és kanadai városba is. A turné előtt, 1920. szeptember 16-án a Victor Company stúdiójában lemezfelvételt készítettek, majd szeptember 27-én a montréali Mount Royal Arénában lépett fel, tízezres közönség előtt. Október végén tért vissza New Yorkba, ahol megérkezése után szinte rögtön elkezdte A zsidónő próbáit. Az előadás megint nagy sikert hozott, azonban az évad közepén Caruso egy Central Park-beli séta során nagyon megfázott, és a Bajazzók előadása közben elájult a színpadon. Az orvosa nem tulajdonított nagyobb jelentőséget az esetnek, így Caruso december 11-én a Szerelmi bájital előadására készült. Az előadás megkezdése előtt, mikor már jelmezben volt, erős köhögési roham tört rá, és vér jött fel a torkából; ennek ellenére, felesége könyörgésére nem hallgatva kiment a színpadra, azonban éneklés közben a szájából ismét elkezdett folyni a vér, így az előadást félbeszakították. Másnap este fellépett a Metropolitanben, de öt nap múlva ismét le kellett mondjon egy előadást, majd a december 24-én esedékes előadást is el kellett halasztani.
1920. december 25-én Dorothy hangos kiáltást hallott a fürdőszobából; amikor berohant, Carusót összegörnyedve találta a fürdőkádban, erős fájdalmak közepette. Az orvos heveny mellhártyagyulladást állapított meg. Ezt súlyos tüdőgyulladás követte. Carusón számos műtétet hajtottak végre, állapota válságos volt. 1921 februárjában kómába esett, már a pap is feladta neki az utolsó kenetet és a barátai is elbúcsúztak tőle. Április végére azonban meglehetősen javult az állapota és elhatározta, visszatér Olaszországba pihenni.

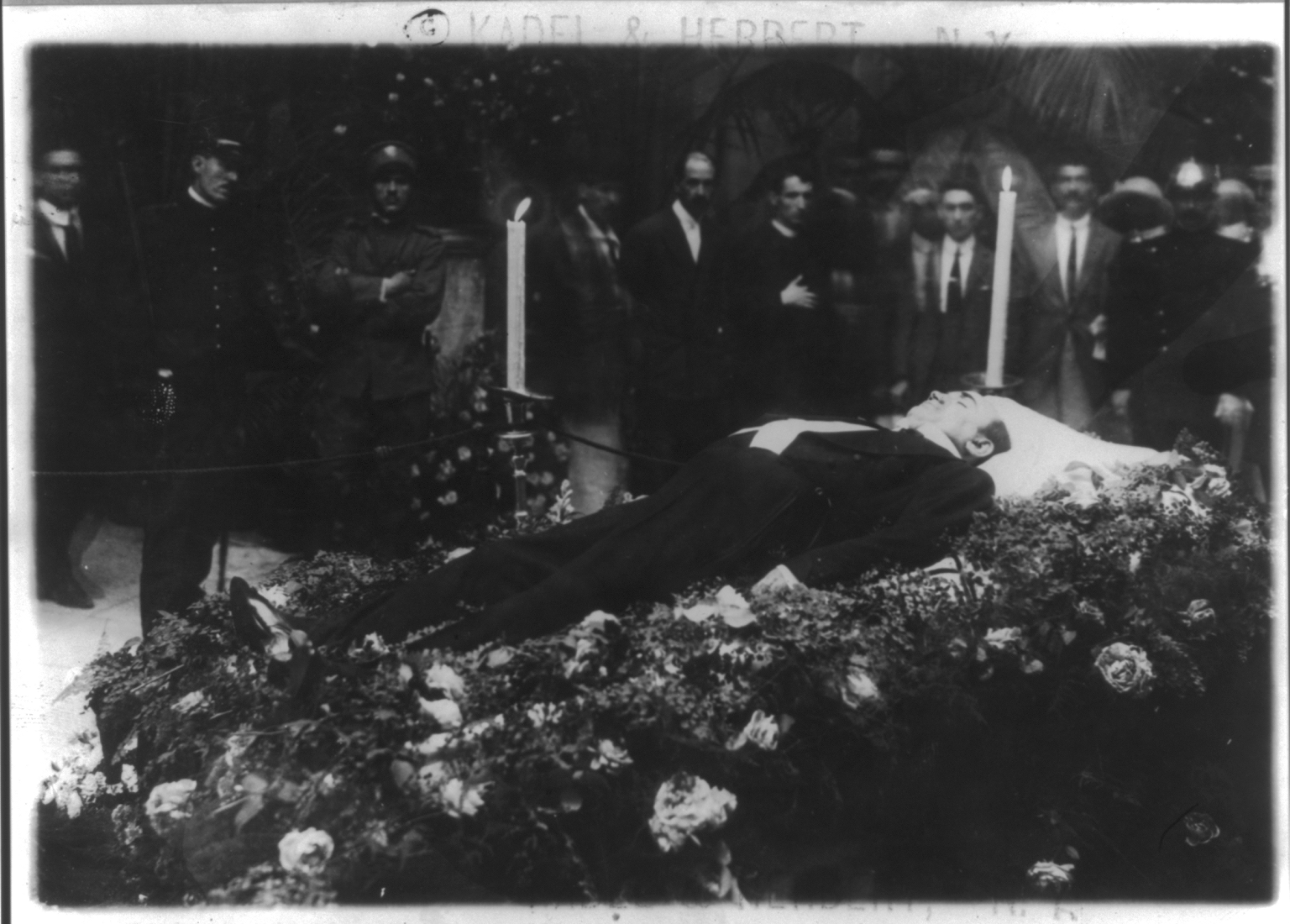
Caruso a ravatalon

Carusóék május 28-án szálltak hajóra Brooklynban. Óriási tömeg gyűlt össze a kikötőben, hogy elbúcsúzzanak imádott tenoristájuktól, Caruso szalmakalapját lengetve integetett nekik. A gőzös június 10-én kötött ki Nápolyban, ahol a család Sorrentóban bérelt ki egy villát, amelynek teraszáról be lehetett látni egész Nápolyt és a tengert is. Caruso szemmel láthatóan visszanyerte az egészségét, gyakran úszott a tengerben és újból tudott énekelni is. Július közepén azonban visszatértek hátfájdalmai, az orvosok pedig úgy döntöttek, el kell távolítani az énekes egyik veséjét, azonban a műtétet egy héttel későbbre halasztották. A Caruso család július 31-én átköltözött a Hotel Vesuvióba, Caruso állapota időközben gyorsan romlott; hatalmas láz és fájdalmak közepette feküdt az ágyban.
1921. augusztus 2-án, reggel kilenc óra körül az orvos közölte az egész éjszakát az ágy mellett átvirrasztott Dorothyval, hogy férjének már csak percei vannak hátra. Dorothy föléje hajolt, Caruso pedig azt suttogta neki: „Doro, nem kapok levegőt”, majd meghalt.

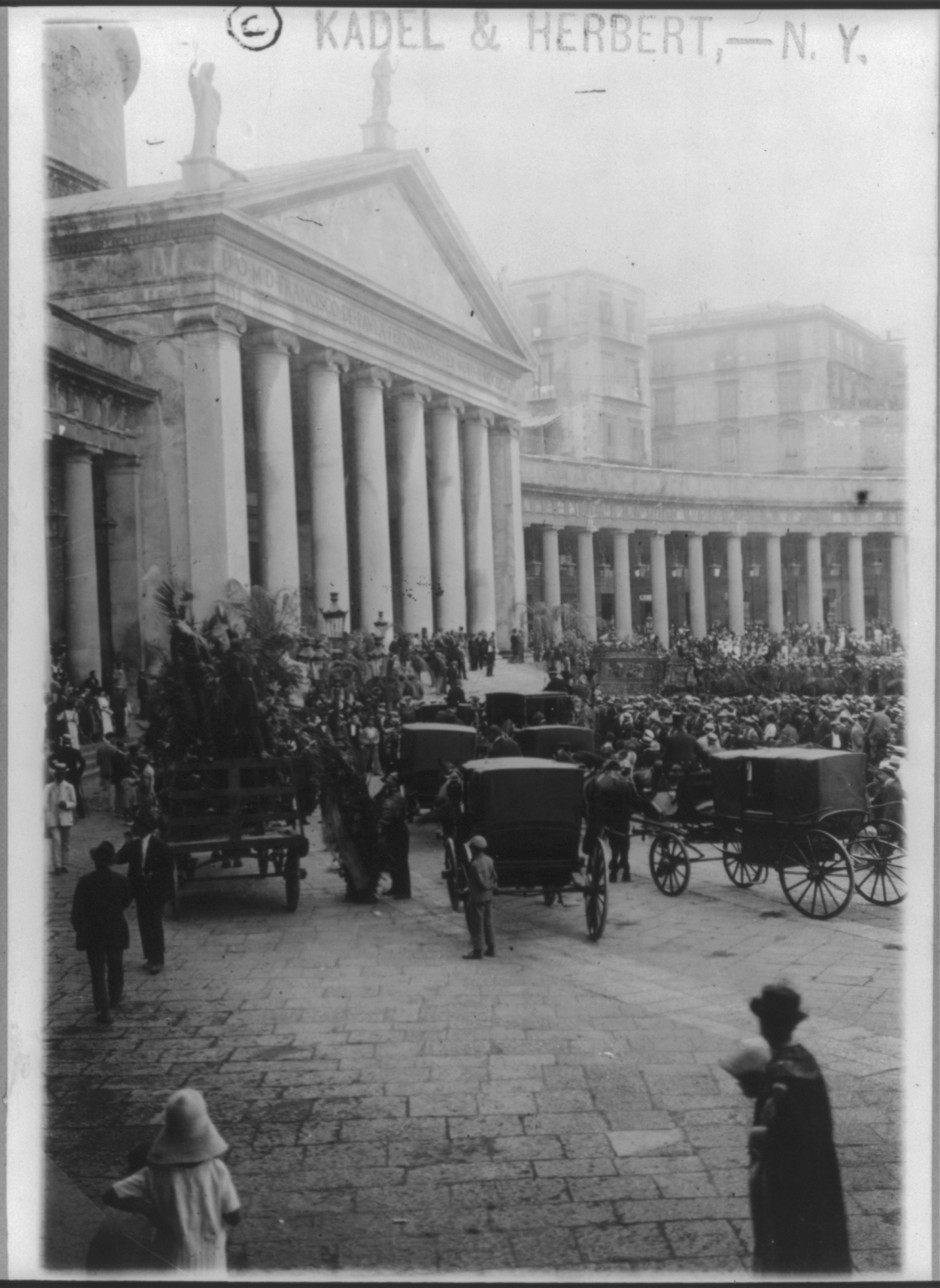
Caruso temetése

Bebalzsamozott holttestét a szálloda halljában ravatalozták fel, négy óriási gyertya között. A rögtönzött kápolnába tömegek zarándokoltak. A temetés napján New Yorkban félárbócra eresztették a lobogókat, a Metropolitan homlokzatát pedig egy egész hónapig gyászdrapéria borította. Az olasz király – közrendű ember esetében először a történelemben – megnyittatta a San Franceso di Paola bazilikát, mert előtte ott csak a királyi család tagjainak tartottak gyászmisét. A temetésen hatalmas tömeg vonult fel, a nápolyi üzletek aznap zárva tartottak. A gyászmenet a tenorista faburkolatba foglalt kristálykoporsóját végigkísérte a Santa Lucia mentén, az útvonalat százezrek szegélyezték, a tömeget katonai kordon fogta vissza. A gyászmise után a koporsót egy ideiglenes kápolnába vitték a Del Planto temetőbe, majd később egy új kápolnába szállították. A temetést követően barátai, Scotti és Tito Schipa vezetésével úgy intézkedtek, hogy a bebalzsamozott testet minden évben öltöztessék új ruhába. Ez a szokás 1927 áprilisáig fennmaradt, amikor Dorothy – aki ellenezte, ezt a „szertartást” – fehér gránit sírkő alá temettette, majd lezáratta a mauzóleumot.

## Öröksége
Caruso hagyatékát kilencmillió dollárra becsülték – addig még énekes ekkora vagyont nem hagyott hátra maga után. A végrendelet értelmében a vagyona felét Gloria kapta meg, a többi részt arányosan felosztották felesége, bátyja és két fia között. Egyik gyereke sem örökölte a hangját, bár Gloria és Mimmi is próbálkozott az énekléssel.
A Caruso-vagyont a művész halála után is tovább gyarapították a Caruso-lemezek. Caruso élete során körülbelül kétmillió dollárt kapott a Victor Companytől, azonban halála után még ennél is többet hoztak a lemezek. Miután Dorothy könyve alapján 1951-ben A nagy Caruso címmel megfilmesítették az életét, az RCA Victor új lemeze igen rövid idő alatt egymillió példányban kelt el. A sors iróniája, hogy a filmben Carusót alakító Mario Lanza szirupos dala, a Légy a kedvesem című még a Caruso-számoknál is nagyobb példányban fogyott.
Halála után hatvanhat évvel, 1987-ben posztumusz Grammy életműdíjjal jutalmazták.

## Repertoár

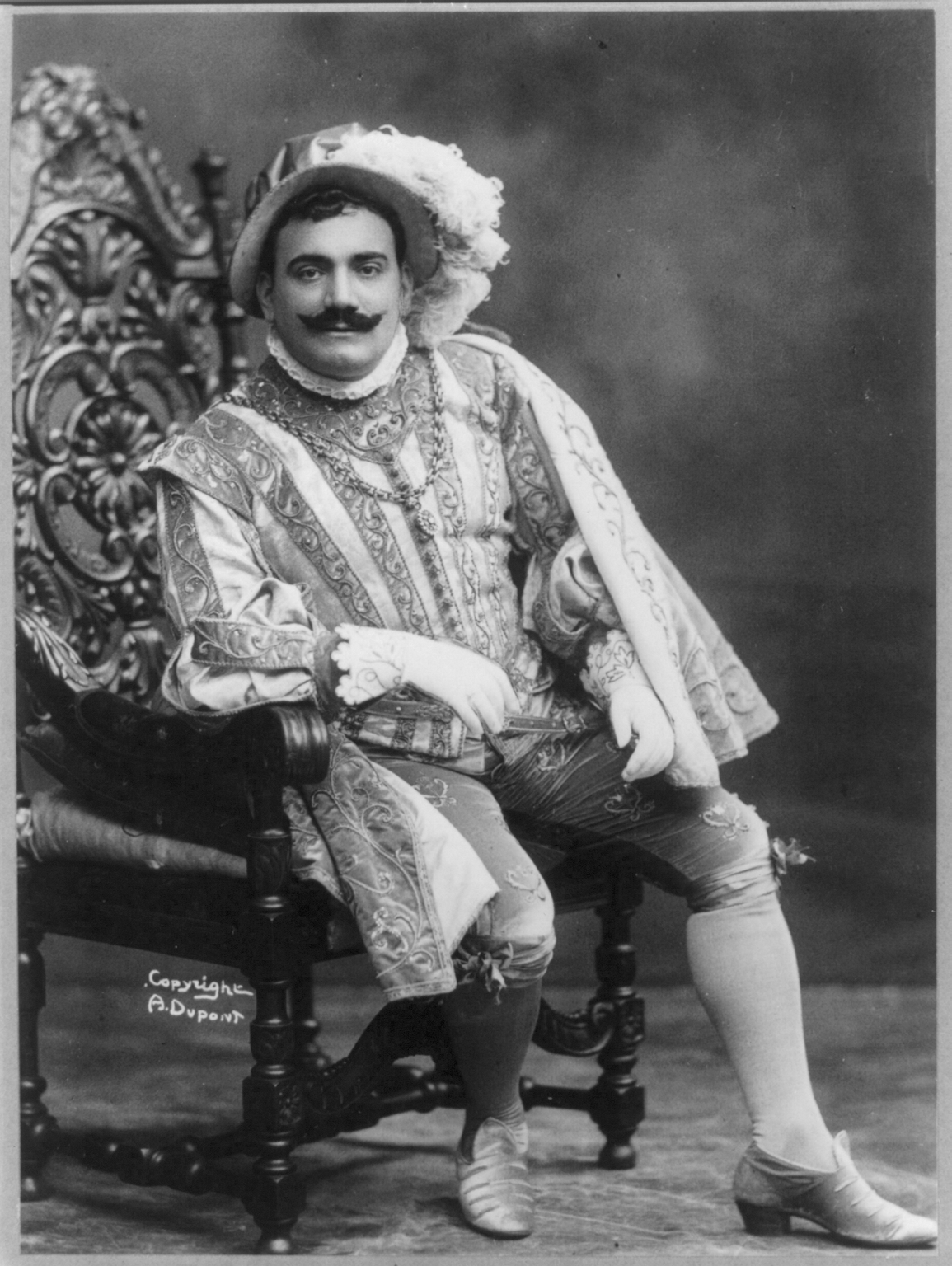
Caruso kosztümben

| - L'Amico Francesco (Morelli) – Nápoly, 1895. március 15. (bemutató) - Faust – Caserta, 1895. március 28. - Parasztbecsület – Caserta, 1895. április - Camoens (Musoni) – Caserta, 1895. május - Rigoletto – Nápoly, 1895. július 21. - Traviata – Nápoly, 1895. augusztus 25. - Lammermoori Lucia – Kairó, 1895. október 30. - La Gioconda – Kairó, 1895. november 9. - Manon Lescaut – Kairó, 1895. november 15. - Rómeó és Júlia – Nápoly, 1895. december 7. - Malia – Trapani, 1896. március 21. - La Sonnambula – Trapani, 1896. március 27. - Marriedda – Nápoly, 1896. június 23. - A puritánok – Salerno, 1896. szeptember 10. - A kegyencnő – Salerno, 1896. november 22. - A San Francisco – Salerno, 1896. november 23. - Carmen – Salerno, 1896. december 6. - Un Dramma in vendemmia – Nápoly, 1897. február 1. - Celeste – Nápoly, 1897. március 6 (bemutató) - Il Profeta Velato – Salerno, 1897. április 8. - Bohémélet – Livorno, 1897. augusztus 14. - La Navarrese – Milánó, 1897. november 3. - Il Voto – Milánó, 1897. november 10. (bemutató) - Az arles-i lány – Milánó, 1897. november 27. (bemutató) - Bajazzók – Milánó, 1897. december 31. - Bohémek (Leoncavallo) – Genova, 1898. január 20. - Gyöngyhalászok – Genova, 1898. február 3. - Hedda – Milánó, 1898. április 2. (bemutató) - Mefistofele – Fiume, 1898. március 4. - Sapho – Trento, 1898. június - Fedora – Milánó, 1898. november 17. (bemutató) | - Iris – Buenos Aires, 1899. június 22. - Sába királynője (Goldmark) – Buenos Aires, 1899. június 4. - Yupanki – Buenos Aires, 1899. július 25. - Aida – Szentpétervár, 1900. január 3. - Az álarcosbál – Szentpétervár, 1900. január 11. - Rohani Mária – Szentpétervár, 1900. március 2. - Mignon – Buenos Aires, 1900. július 28. - Tosca – Treviso, 1900. október 23. - Le Maschere – Milánó, 1901. január 17. (bemutató) - Szerelmi bájital – Milánó, 1901. február 17. - Lohengrin – Buenos Aires, 1901. július 7. - Németország – Milánó, 1902. március 11. (bemutató) - Don Giovanni – London, 1902 - Adriana Lecouvreur – Milánó, 1902. november 6. (bemutató) - Lucrezia Borgia – Lisszabon, 1903. március 10. - A hugenották – New York, 1905. február 3. - Márta – New York, 1906. február 9. - Carmen – San Francisco, 1906. április 17. (a nagy földrengés előestéjén) - Pillangókisasszony – London, 1906. május 26. - Az afrikai nő – New York, 1907. január 11. - Andrea Chénier – London, 1907. július 20. - A trubadúr – New York, 1908. február 26. - Armide – New York, 1910. november 14. - A Nyugat lánya – New York, 1910. december 10. (bemutató) - Julien – New York, 1914. december 26. - Sámson és Delila – New York, 1916. november 24. - Lodoletta – Buenos Aires, 1917. július 29. - A próféta – New York, 1918. február 7. - L'amore dei tre re – New York, 1918. március 14. - La forza del destino – New York, 1918. november 15. - A zsidónő – New York, 1919. november 22. |

## Felvételek
| La donna è mobile, kb. 1908 Ave Mariá, Mischa Elman hegedül (1913) Videó Carusóról (eredetileg némafilm) You Tube | No Pagliaccio non son 1907. március 17 Vesti La Giubba 1907. március 17 | La Partida Addio a Napoli, 1919 Over There Egy népszerű felvétel az első világháború idejéből. |